# 大日本帝国陸軍
大日本帝国陸軍（だいにっぽんていこくりくぐん、だいにほんていこくりくぐん、旧字体：大日本帝󠄁國陸軍、英語: Imperial Japanese Army、IJA）は、1871年（明治4年） - 1945年（昭和20年）まで日本に存在していた軍隊組織である。通称は日本陸軍、帝国陸軍、陸軍。
解体後は、陸上自衛隊との区別などのため旧日本陸軍、旧帝国陸軍、旧陸軍という名称も使用されることがある。

## 名称
大日本帝国陸軍の名称は、国外からの呼称もしくは対外的な連絡文書、公文書等の一部に明治10年代から用いられた。例として、1918年（大正7年）に当時の陸軍大臣大島健一（寺内内閣）がイギリス国王ジョージ5世に充てた祝電「英国皇帝陛下ヘ陸軍大臣ヨリ祝電（大正七年一月二十五日午後一時三十分発電）」では、日本陸軍・帝国陸軍・大日本帝国陸軍の各名称が使用されている。
英称はImperial Japanese Army、Japanese Imperial Army、Japanese Armyなど。このうち「大日本帝国陸軍（日本帝国陸軍）」に相当するImperial Japanese Armyの名称・呼称は、1913年（大正2年）にイギリス陸軍省（現：国防省陸軍部）がウィリアム・カニンガム・グリーン駐日イギリス大使経由で外務大臣牧野伸顕（第1次山本内閣）に充てた、日本の新型騎銃である四四式騎銃1挺の寄贈を依頼する英文などで使用されている。

## 概要
大日本帝国憲法制定前はその定めが未だ充分ではない点もあったが、憲法制定後は軍事大権については憲法上内閣から独立し、直接天皇の統帥権に属するものとされた。したがって、陸海軍（日本軍）の最高指揮官は大元帥たる天皇ただ一人であり、帝国陸軍については陸軍大臣（大臣）・参謀総長（総長）・教育総監（総監）が天皇を除く最高位にあり（直隷）、これらは陸軍三長官と呼称された。なお、三長官には陸軍大将ないし陸軍中将が任命されるため、役職自体は帝国陸軍の最高位といえど階級自体は必ずしも最高位の者が就任するものではなく、特に歴代の陸軍大臣と教育総監には陸軍中将が補職されることも少なくなかった。

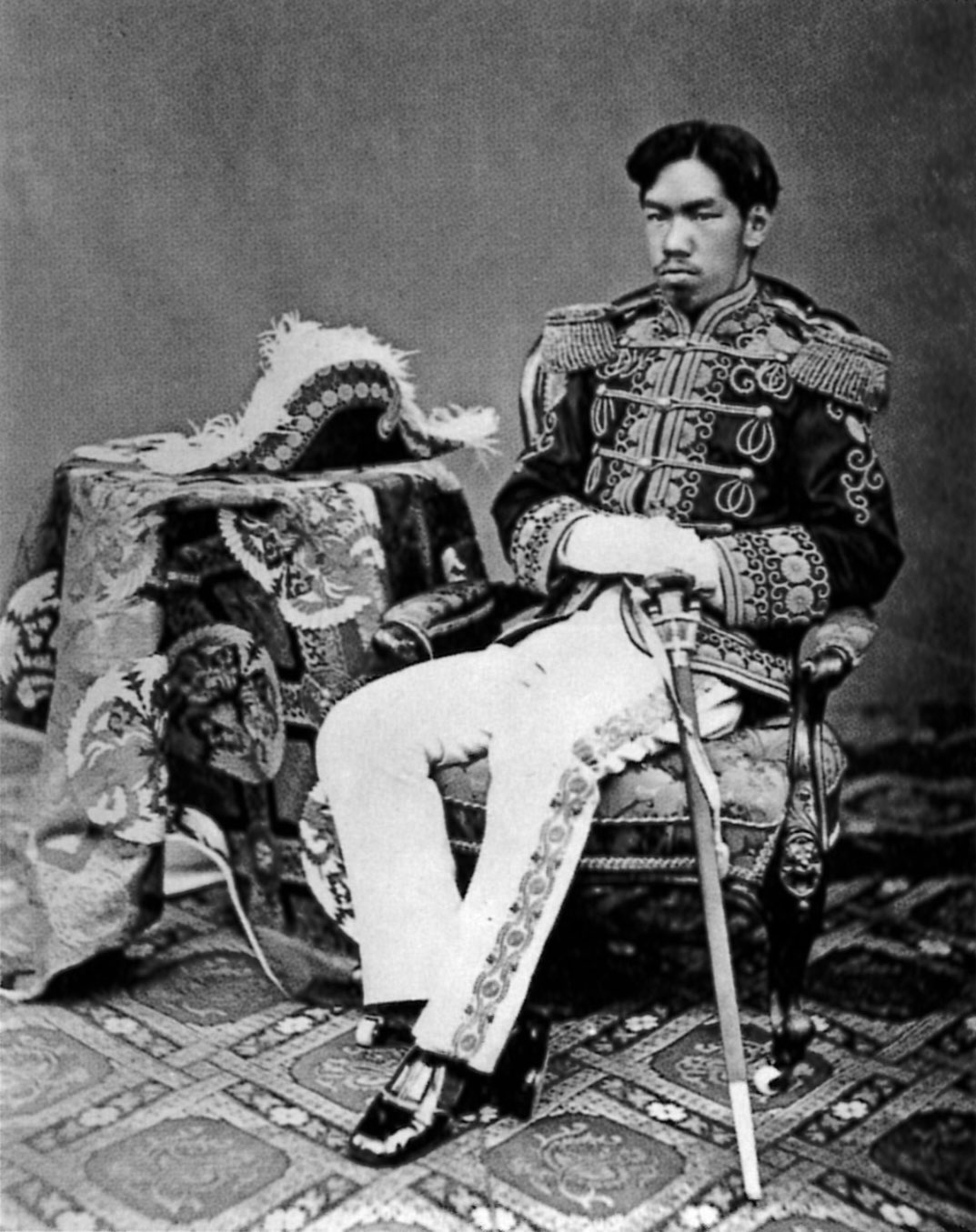
明治期の大元帥たる 明治天皇
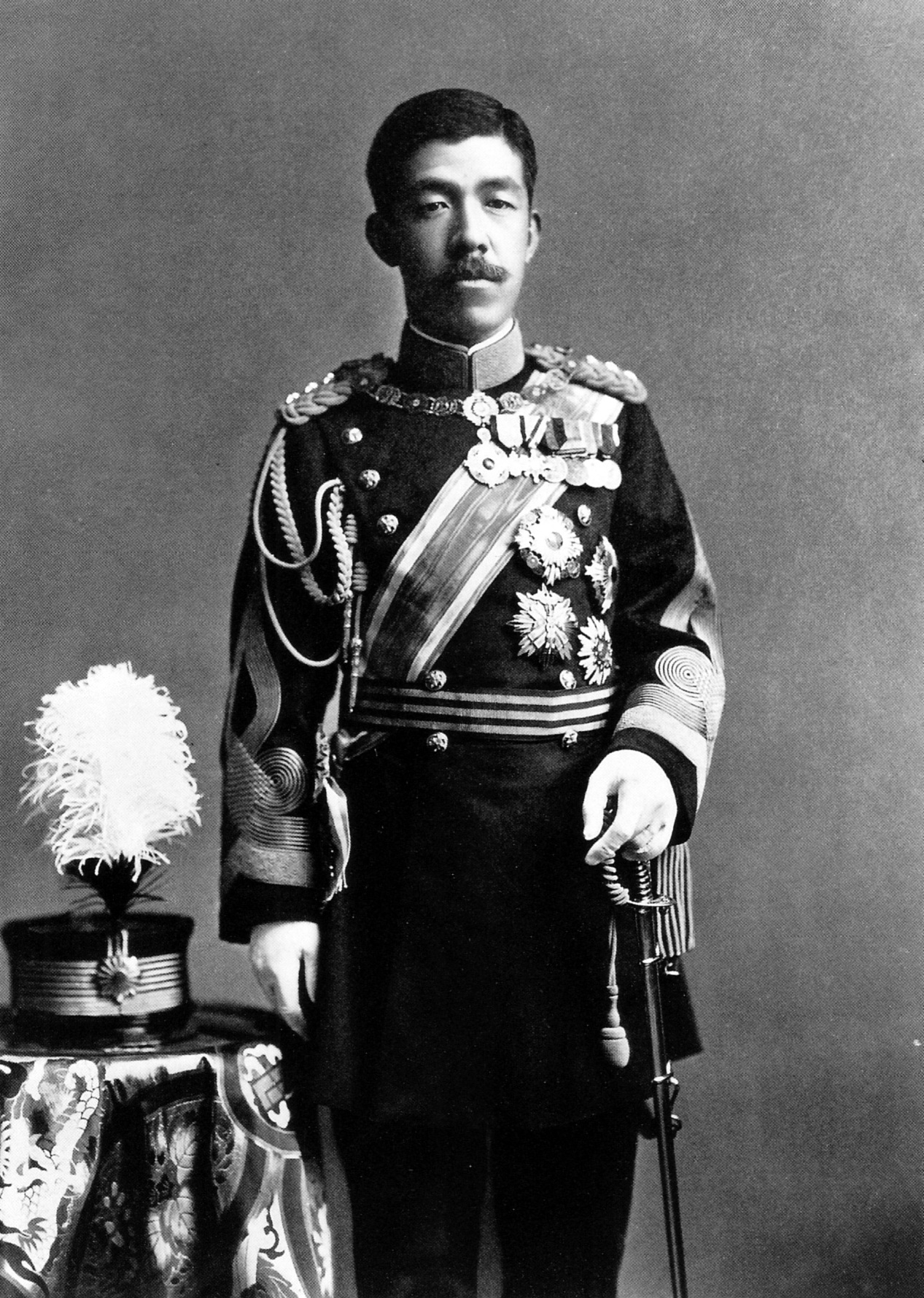
大正期の大元帥たる 大正天皇
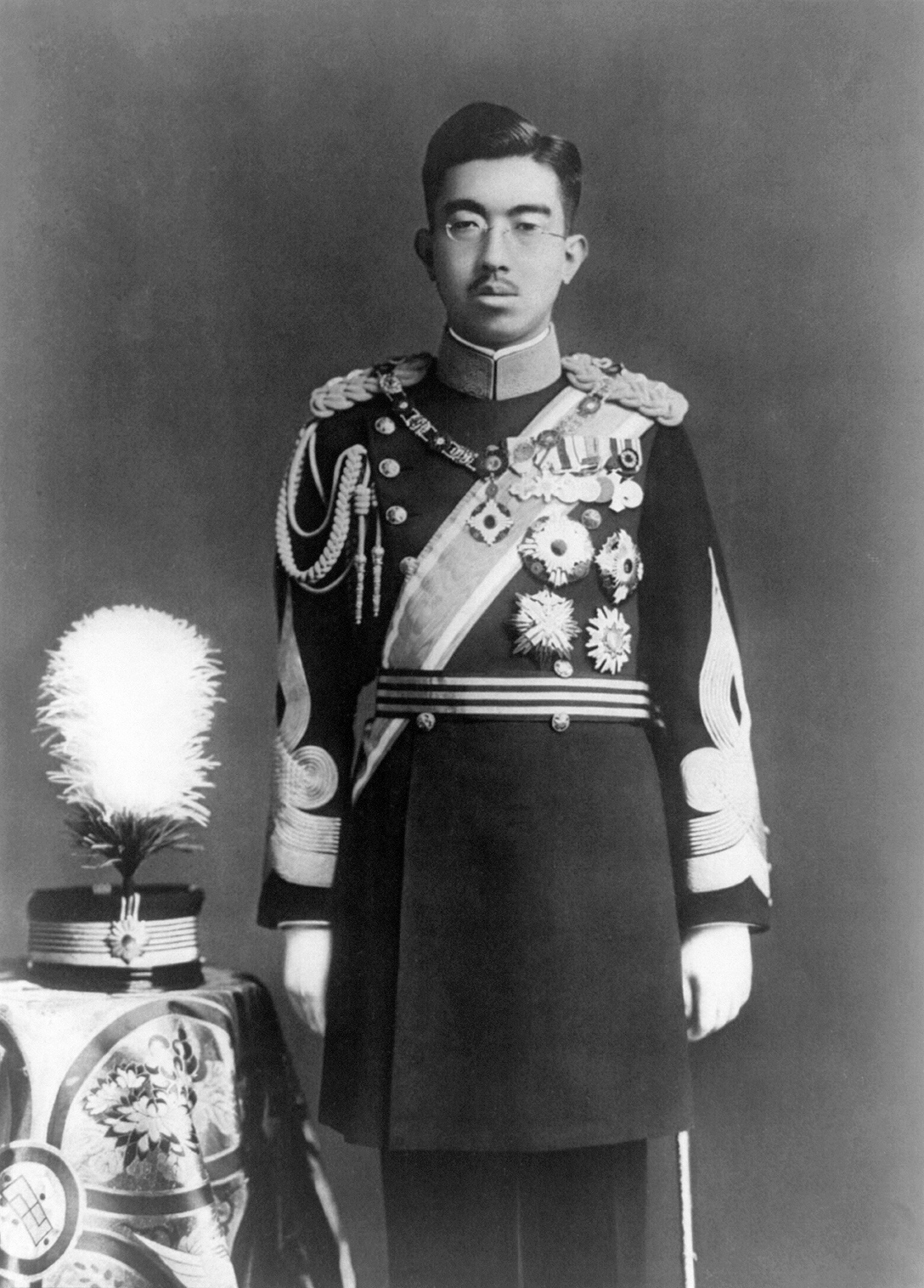
昭和期の大元帥たる 昭和天皇

この三長官の補佐機関として、「省部」や「中央」とも呼称される陸軍省・参謀本部・教育総監部の3つの官衙（役所）が設けられており、陸軍大臣（陸軍省）が軍政・人事を、参謀総長（参謀本部）が軍令・作戦・動員を、教育総監（教育総監部）が教育をそれぞれ掌っていた。また、三機関の序列第2位の次席相当職として陸軍次官（次官、陸軍省）・参謀次長（次長、参謀本部）・教育総監部本部長（本部長、教育総監部）がある。
1938年（昭和13年）12月、航空戦力の拡張・独立および統率柔軟化のため陸軍航空総監部が新設。航空総監（総監）を長とし、主に航空関連学校など陸空軍の教育を掌った。第二次大戦最末期には航空関連学校（一部補充学校を除く）ともども軍隊化され、航空総監部は廃止、航空総軍に改編された。
参謀本部は戦時・事変時に陸海軍の最高統帥機関（諸外国軍における最高司令部に相当）として設置される大本営において大本営陸軍部となり、大元帥の名において発する大陸命を作成する存在であるが、これをもって参謀総長がいわゆる陸軍最高指揮官（陸軍最高司令官・陸軍総司令官に相当）となるわけではない。なお、教育総監（教育総監部）は帝国陸軍の教育を掌握する建前であるが、憲兵・経理・衛生・法務や機甲・航空、参謀・諜報といった特定職務に関係する学校等は、それぞれ陸軍省・参謀本部・航空総監部やその外局の管轄である。

## 意匠

### 軍旗

陸軍御国旗/軍旗の意匠に用いられた旭日旗

帝国陸軍の前身である御親兵が発足するよりも前の1870年6月（明治3年5月）、新生帝国陸軍のシンボルとして十六条旭日旗を意匠とした陸軍御国旗を採用し、さらに1879年（明治12年）に改めて陸軍御国旗の仕様を一部改正した旭日旗が軍旗として制定されている。
この軍旗は連隊旗として歩兵連隊と騎兵連隊のみに対し大元帥（天皇）から親授されるものであったが、旭日旗の意匠は「帝国陸軍の象徴」として軍民問わず広く認知・使用されていた。また、旭日の意匠を用いたいわゆる「旭日旗」を日本において初めて考案・採用したのは帝国陸軍である。

陸軍御国旗/軍旗の意匠に用いられた旭日旗
常備歩兵連隊の軍旗
常備騎兵連隊の軍旗
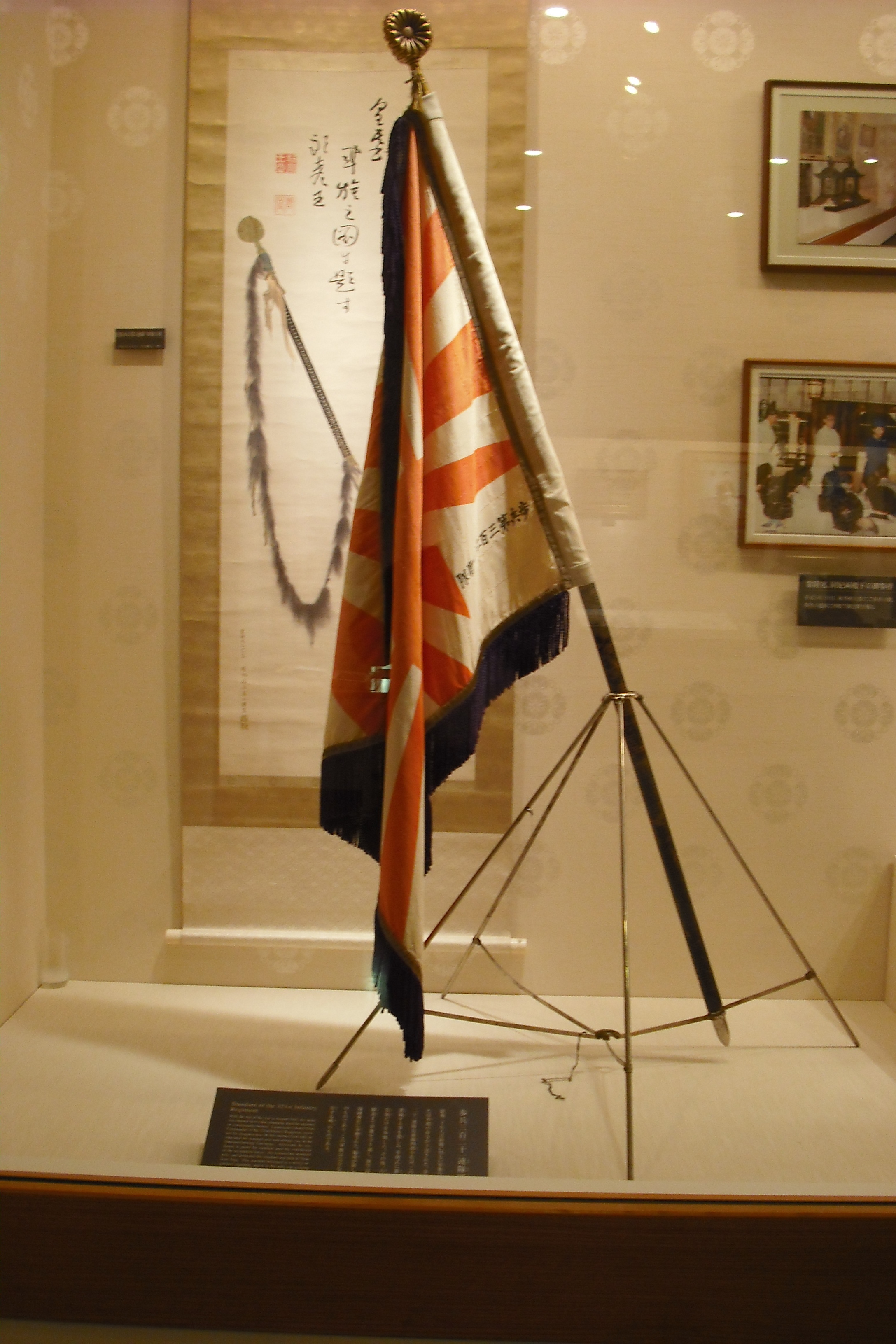
歩兵第321連隊の実物の軍旗

### 陸軍省制定行進曲

#### 観兵式分列行進曲
1886年（明治19年）、シャルル・ルルーが兵部省の委託により作曲した行進曲。自身が作曲した軍歌『抜刀隊』と『扶桑歌』の2つの曲を基に『観兵式分列行進曲（“扶桑歌”）』として制作された。初演は陸軍教導団軍楽隊演奏にて鹿鳴館で行われた。本曲は1902年（明治35年）の第2回目の改定を経て現在の形となった。翌年の1903年（明治36年）に兵部省を改編・発足した陸軍省の制式行進曲に制定される（ルルーは1889年（明治22年）に帰国）。
主に各種の陸軍観兵式（大礼・天長節・陸軍始）、師団等の閲兵式における分列で奏楽された。また、民間の各レーベルにおいてレコード化され、国民学校芸能科音楽の課題曲になるなど、民間においても親しまれていた。
『陸軍分列行進曲』という通称でも知られるが、「陸軍〜」の冠称については、戦前には確認できない。英訳は『Army Defile March “Fusouka”』など。

#### 観兵式行進曲
作曲者・作曲年不明。徒歩部隊の分列に用いる行進曲。

#### 観兵式乗馬隊行進曲
作曲者・作曲年不明。自動車化歩兵部隊・機甲部隊・機械化砲兵部隊・輓馬砲兵部隊・飛行部隊等の分列行進・分列飛行の際に奏楽された行進曲。

#### 駈足行進曲「賀路」
作曲者・作曲年不明。騎兵部隊の分列行進の際に奏楽された。ギャロップ（襲歩）式の行進曲。

### 帽章

星章

帝国陸軍の建軍初期は旭日章を意匠としたものを「日章」と称し帽章に使用していたが、のちに一般師団（一般将兵）に属する者および陸軍軍属は「五芒星（五光星）」を意匠とした「星章」を、「近衛」の称呼を冠する近衛師団に属する部隊に属する者は「星章」の周囲を「桜葉」で覆ったものを帽章として使用した。しかしながら、旭日章を帽章とする「第一種帽」は将校准士官が正装時に着用する「正帽」として、また、儀丈部隊でもある近衛騎兵連隊に属する下士官兵は騎兵将校准士官正衣（正帽）に準じる「供奉服」を、ともに第二次大戦期まで存続・使用している。

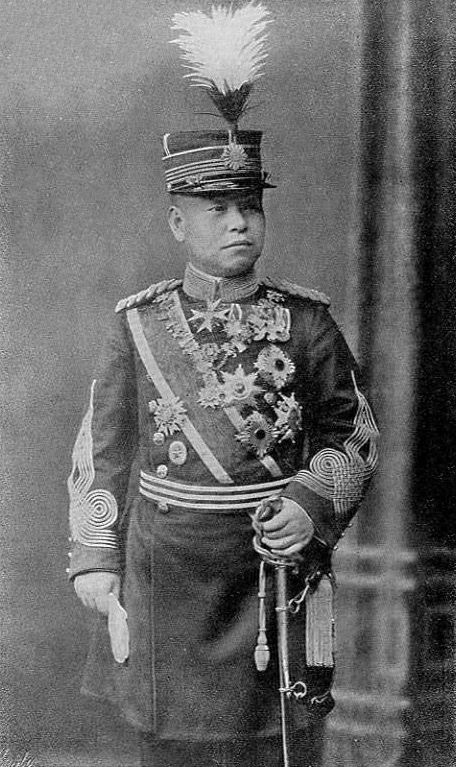
明治33年制式の中佐第一種帽・陸軍歩兵中佐時代の久邇宮邦彦王
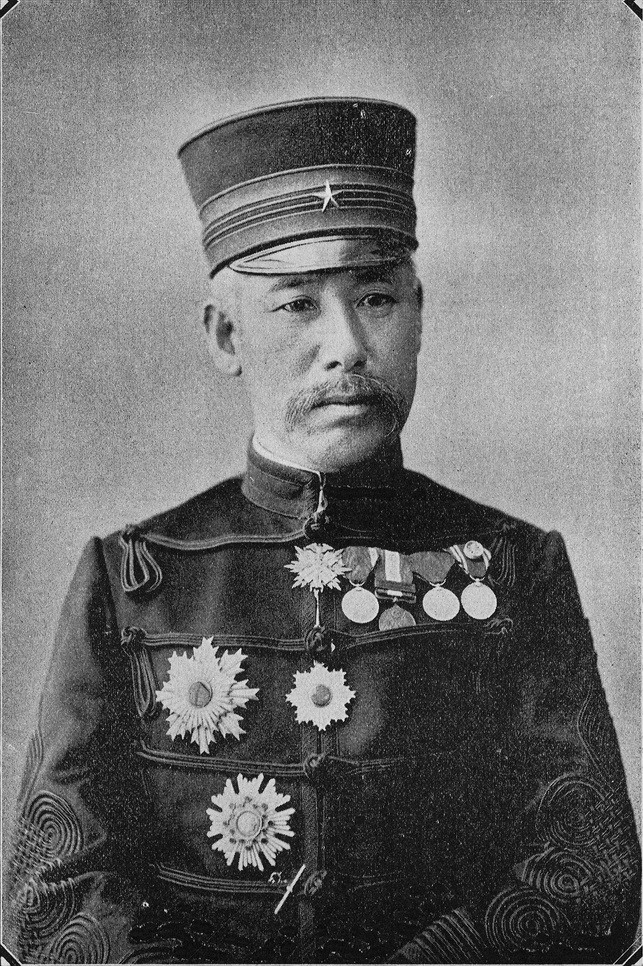
明治19年制式の将官第二種帽・陸軍中将時代の山口素臣
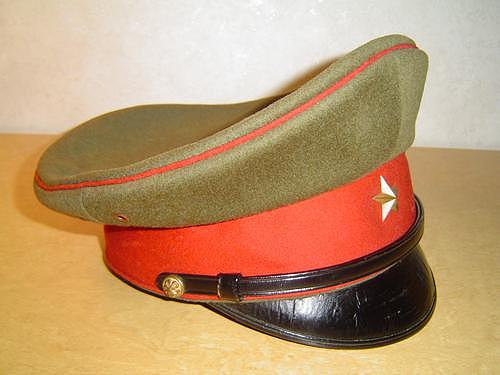
明治45年制式の将校准士官軍帽。形状自体は昭和期に青年将校の間で大流行した「チェッコ式」
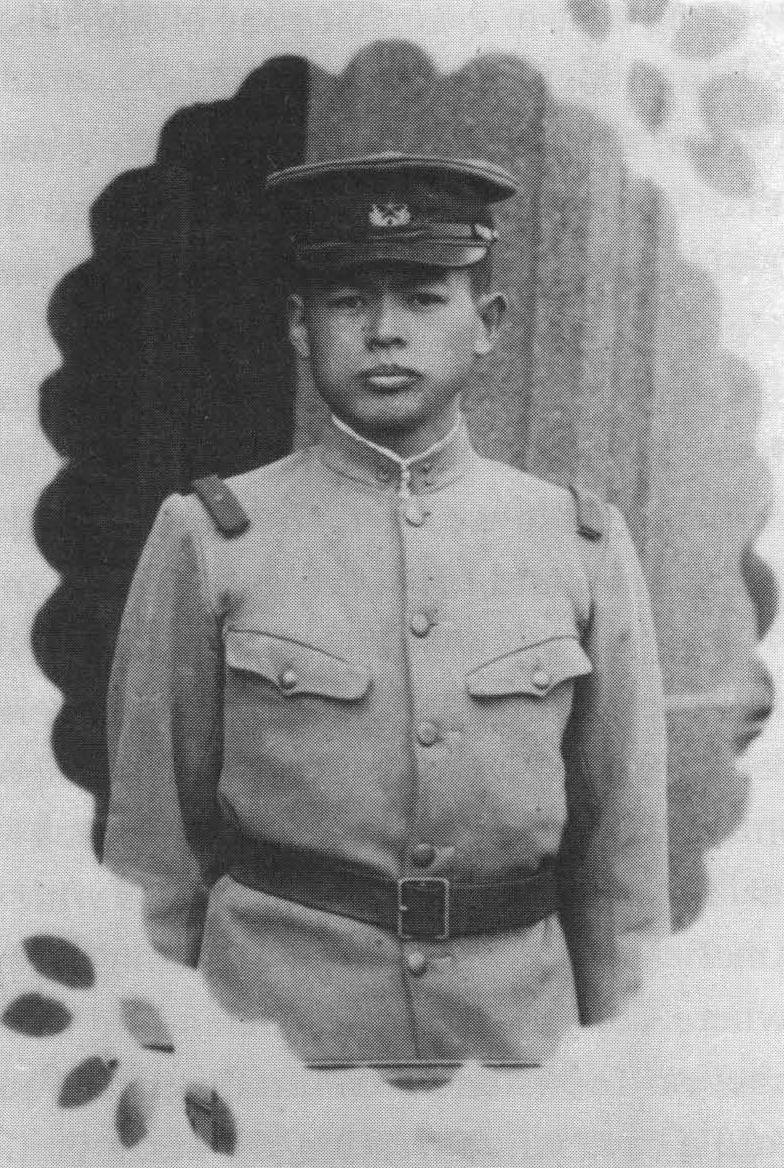
明治45年制式の下士官兵軍帽（四五式軍帽）・近衛歩兵第1連隊附陸軍二等兵時代の辰口信夫
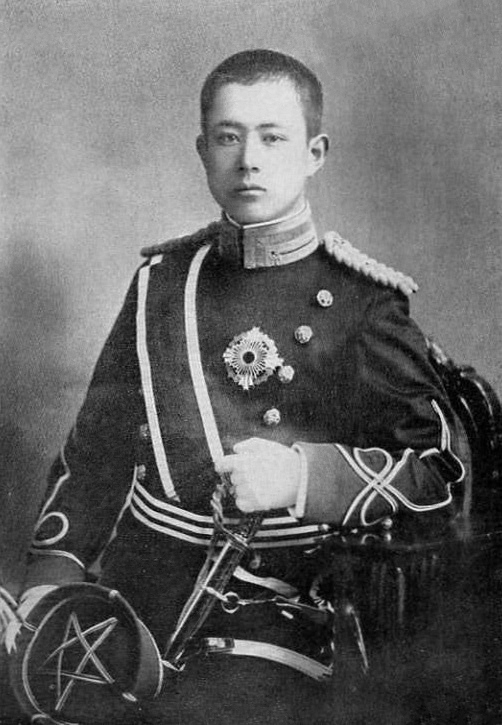
頂上部に五芒星を刺繍した明治45年制式の将校准士官正帽（旧：第一種帽）・陸軍砲兵少尉時代の北白川宮成久王

### 軍装

#### ギャラリー

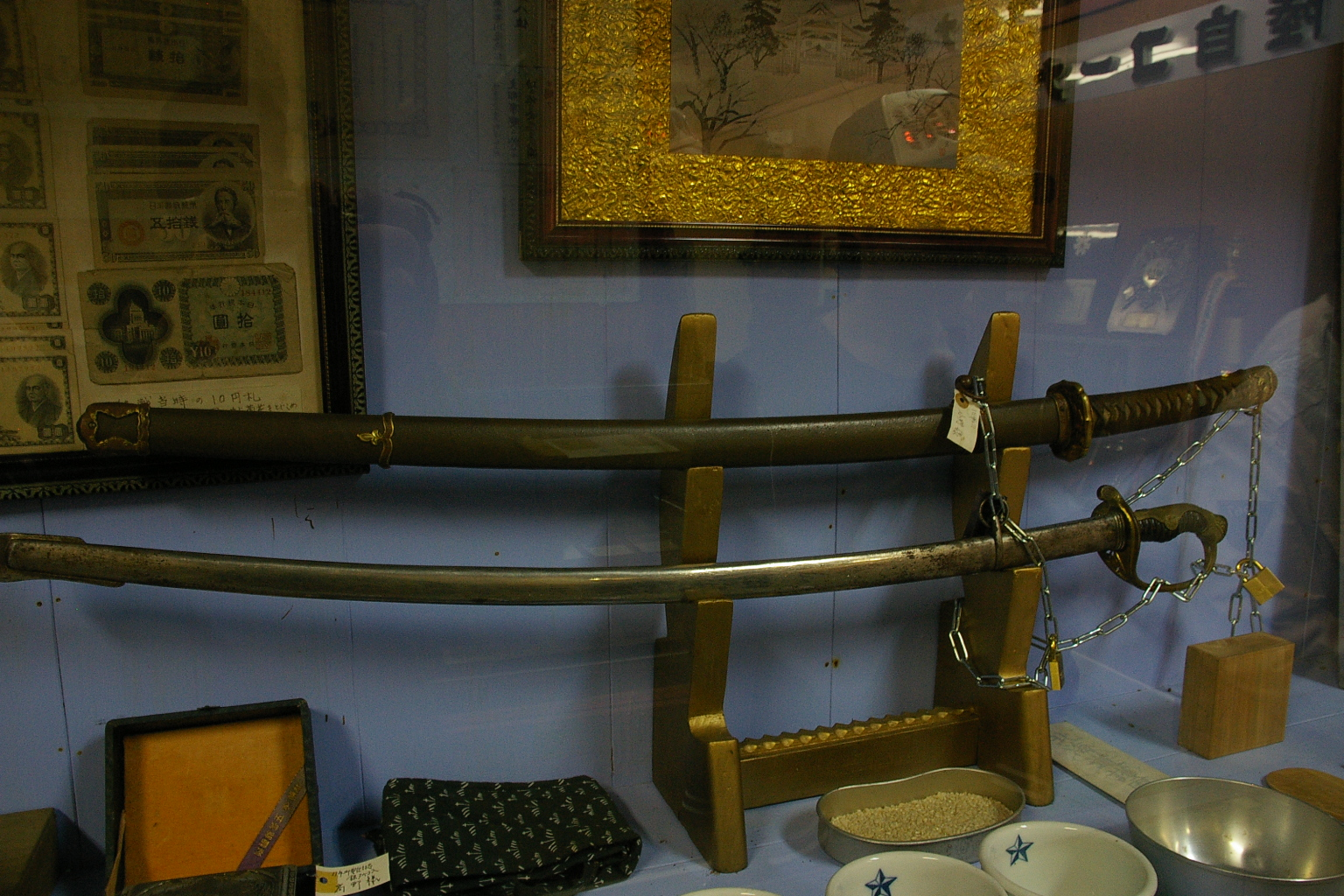
陸軍の昭和9年ないし13年制式の将校准士官刀（上段、将佐尉官准士官用）と、明治19年制式の将校准士官指揮刀（下段、尉官准士官用）
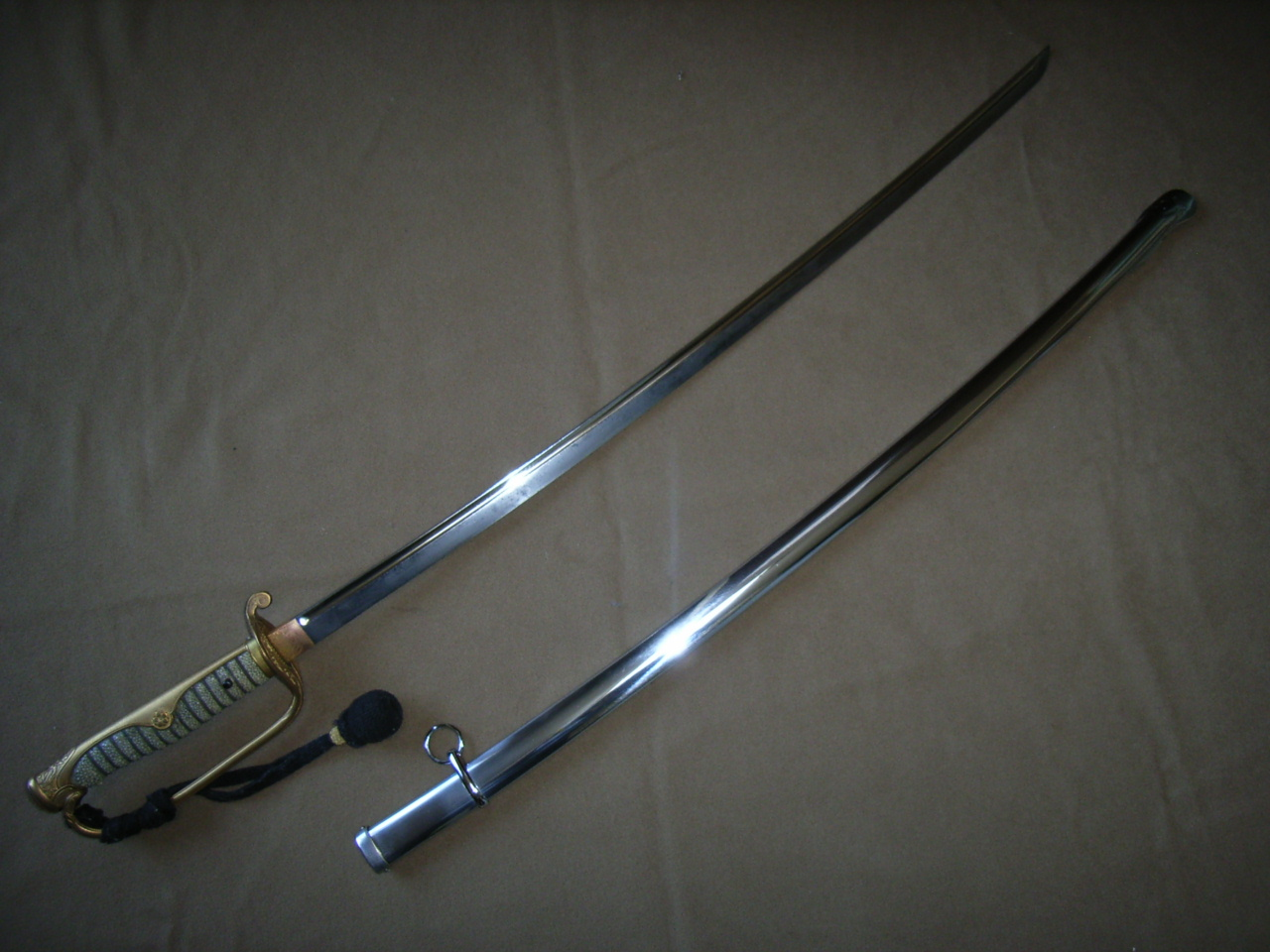
明19制刀（尉官用）
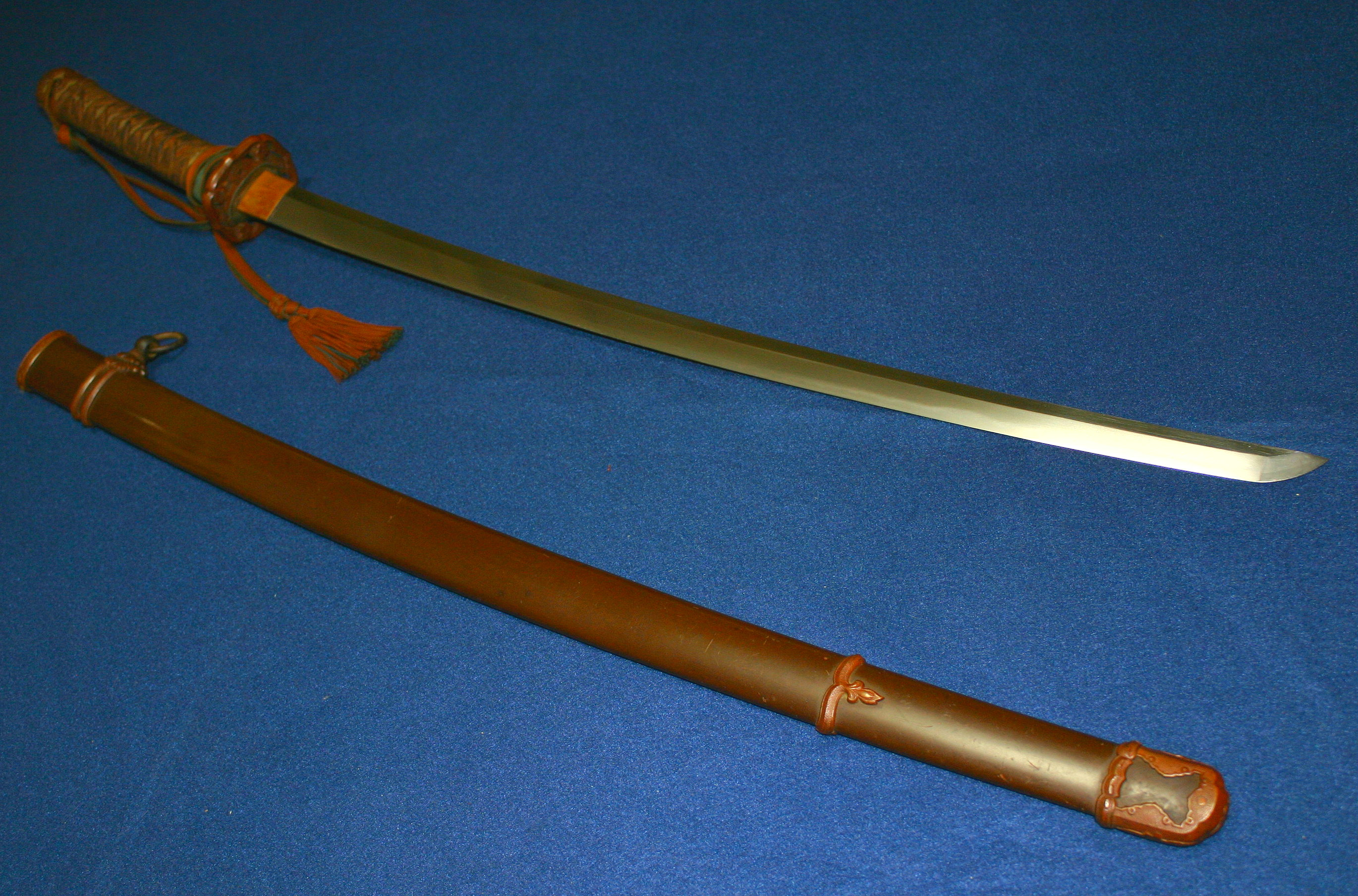
靖国神社境内、日本刀鍛錬会で製作された軍刀
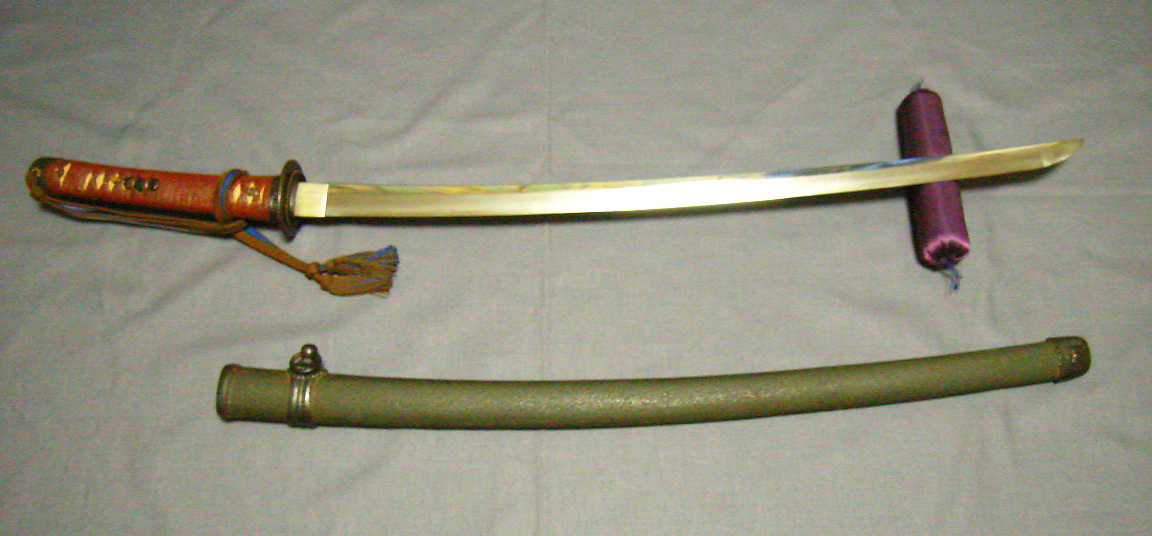
昭18制刀
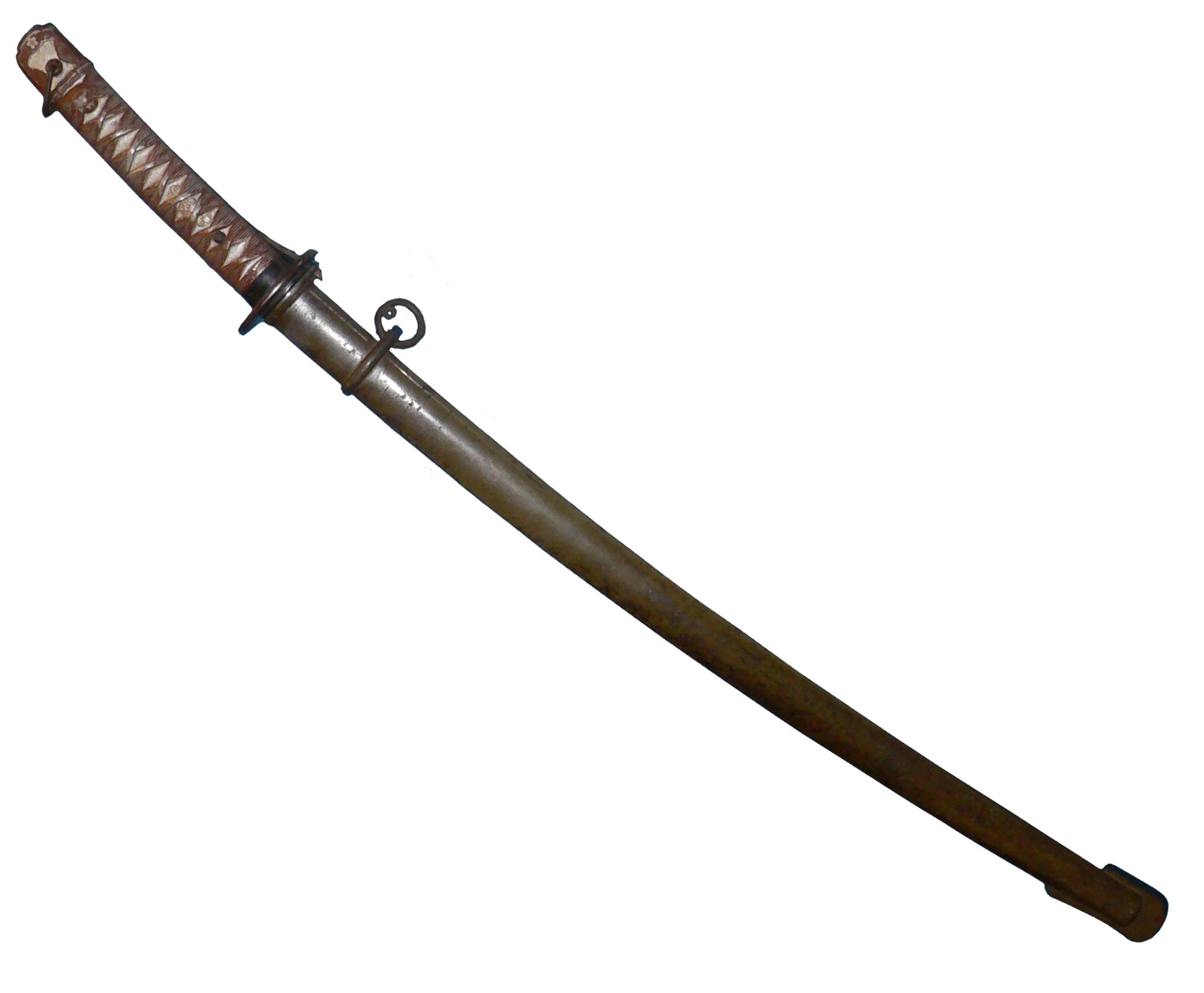
九五式軍刀
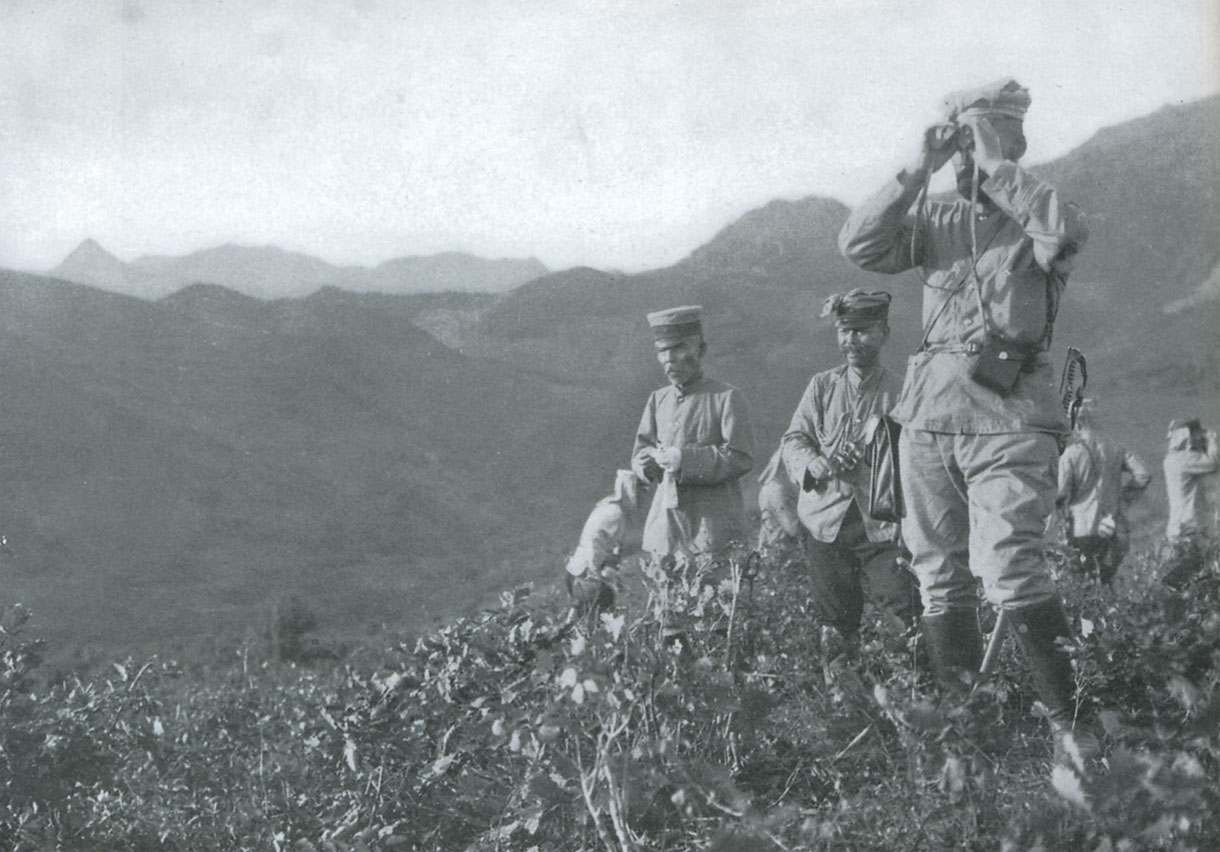
明19制刀（将官用）を佩用する黒木為楨大将（日露戦争）
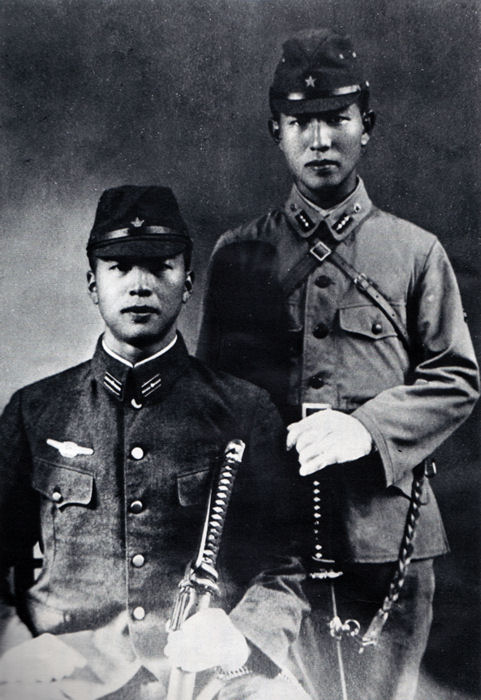
航空胸章を佩用した陸軍少尉（左）
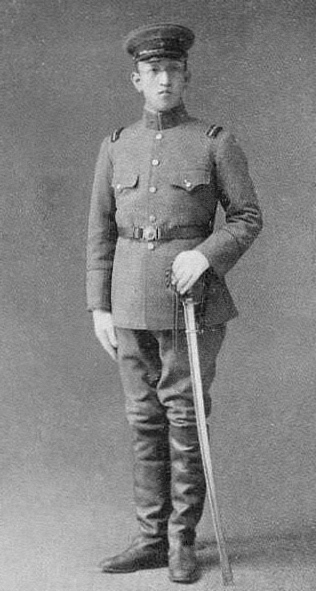
三十二年式軍刀を佩用する賀陽宮恒憲王
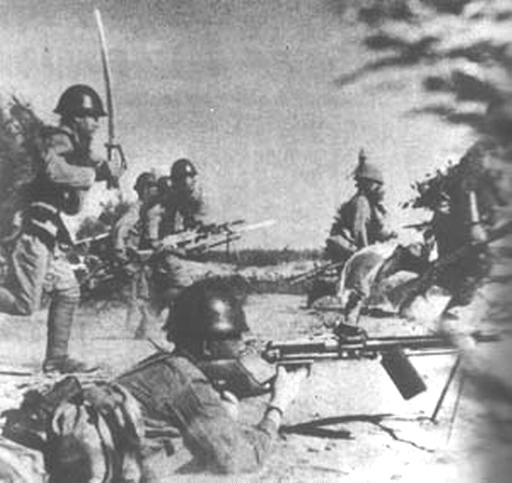
九五式軍刀を抜刀し突撃する下士官（1940年、日中戦争）

## 組織
帝国陸軍の組織は、役所である官衙、部隊組織である軍隊・将兵を養成ないし再教育する学校（実施学校・補充学校）・衛生を担う陸軍病院と、これらのいずれにも属さない特務機関とに区分されていた。

### 官衙
- 陸軍省（陸軍大臣）
- 参謀本部（参謀総長）
  - 陸地測量部
- 教育総監部（教育総監）
  - 陸軍航空総監部（航空総監） - 第二次大戦最末期に軍隊化
  - 防衛総司令部（防衛総司令官） - 第二次大戦最末期に軍隊化
    - 陸軍兵器行政本部（旧陸軍技術本部・陸軍兵器本部）・陸軍技術研究所・陸軍造兵廠・陸軍燃料本部・陸軍兵器補給廠・陸軍軍馬補充部・陸軍恤兵部・陸軍中央気象部・陸軍運輸部・陸軍船舶司令部・内地鉄道司令部・陸軍築城部
    - 陸軍航空本部・陸軍航空技術研究所・陸軍航空審査部・陸軍航空工廠・陸軍航空輸送部
    - 陸軍機甲本部
    - 陸軍被服本廠・陸軍製絨廠・陸軍需品本廠・陸軍衛生材料本廠・陸軍獣医資材本廠・陸軍糧秣本廠
    - 憲兵司令部・要塞司令部・連隊区司令部等

### 軍隊
部隊編制は主に総軍・方面軍・軍・師団・集団・旅団・団およびそれらを構成する連隊（聯隊）や大隊を中心とする、歩兵部隊並びに砲兵部隊、騎兵部隊、工兵部隊、輜重兵部隊、機甲部隊、航空部隊、空挺部隊、船舶部隊等の特科部隊からなる。平時は師団およびそれを構成する部隊のみが有り、総軍・方面軍・軍は戦時・事変時に軍令により置かれる。

#### 部隊建制
| 単位            | 軍隊符号 | 指揮官の補職 | 指揮官の階級               | 構成                                                           | 備考                                                                               |
| --------------- | -------- | ------------ | -------------------------- | -------------------------------------------------------------- | ---------------------------------------------------------------------------------- |
| 総軍            | SA       | 総司令官     | 大将                       | 二個軍以上。                                                   | 防衛総司令部は総軍に相当する。                                                     |
| 総軍            | SA       | 司令官       | 大将                       | 二個軍以上。                                                   | 防衛総司令部は総軍に相当する。                                                     |
| 方面軍          | HA       | 司令官       | 大将・中将                 | 二個軍以上。                                                   | 大日本帝国陸軍独自の単位。                                                         |
| 集団軍          | -        | 司令官       | -                          | 二個軍以上。                                                   | 計画のみ。機甲集団軍など。軍集団に相当。                                           |
| 軍              | A        | 司令官       | 中将                       | 二個師団以上。                                                 | 諸外国の野戦軍や航空軍に相当。防衛司令部は軍に相当する                             |
| 軍団            | C        | -            | -                          | 二個師団以上。                                                 | 計画のみ。                                                                         |
| 師団            | D        | 長           | 中将                       | 二個旅団・団以上ないし二個連隊以上                             | 最も基本的な戦略単位。                                                             |
| 集団            | -        | 長           | 中将・少将                 | 二個旅団・団以上                                               | 騎兵集団、飛行集団、挺進集団など。                                                 |
| 旅団 / 団       | B        | 長           | 少将・大佐・中佐           | 二個連隊以上（師団内旅団型）、三個大隊以上（独立混成旅団）など | 旅団と団は大日本帝国陸軍においては区別されるが、外国語表記や軍隊符号は同じである。 |
| 連隊 / 飛行戦隊 | R        | 長           | 中佐・少佐                 | 略。                                                           |                                                                                    |
| 大隊            | b        | 長           | 中佐・少佐                 | 略。                                                           |                                                                                    |
| 中隊            | K / c    | 長           | 大尉・中尉                 | 略。                                                           |                                                                                    |
| 小隊            | -        | 長           | 中尉・少尉                 | 略。                                                           |                                                                                    |
| 分隊            | -        | 長           | 下士官（曹長・軍曹・伍長） | 略。                                                           |                                                                                    |

### 学校
陸軍学校は、将校・下士官の養成教育を行う補充学校と、知識・技能を伝授する実施学校に大別された。
- 教育総監部管轄
  - 補充学校：陸軍士官学校・陸軍予科士官学校・陸軍幼年学校・陸軍予備士官学校
  - 実施学校：陸軍戸山学校・陸軍歩兵学校・陸軍科学学校・陸軍野戦砲兵学校・陸軍重砲兵学校・千葉陸軍高射学校・陸軍工兵学校・陸軍輜重兵学校・陸軍習志野学校・陸軍通信学校・陸軍少年通信兵学校
- 陸軍省管轄
  - 陸軍憲兵学校・陸軍経理学校・陸軍軍医学校・陸軍獣医学校・陸軍法務訓練所・陸軍兵器学校・陸軍騎兵学校・千葉陸軍戦車学校・四平陸軍戦車学校・陸軍機甲整備学校・陸軍少年戦車兵学校
- 参謀本部管轄
  - 陸軍大学校・陸軍中野学校
- 航空総監部管轄
  - 陸軍航空士官学校・明野陸軍飛行学校・下志津陸軍飛行学校・浜松陸軍飛行学校・熊谷陸軍飛行学校・大刀洗陸軍飛行学校・白城子陸軍飛行学校・仙台陸軍飛行学校・鉾田陸軍飛行学校・陸軍少年飛行兵学校・大分陸軍少年飛行兵学校・大津陸軍少年飛行兵学校・所沢陸軍航空整備学校・岐阜陸軍航空整備学校・立川陸軍航空整備学校・陸軍航空通信学校等 - 第二次大戦最末期に航士校・少飛校を除き軍隊化

### 陸軍病院
- 東京第一陸軍病院・東京第二陸軍病院・大阪陸軍病院・国府台陸軍病院等

### 特務機関
- 元帥府・軍事参議院・侍従武官府・東宮武官・皇族王公族附武官・陸軍将校生徒試験委員
  - 特務機関に準ずるもの
    - 委託学生・外国留学生・大公使館附武官等

## 階級
| 区分   | 兵科     | 兵科         | 技術部       | 経理部       | 経理部       | 経理部       | 衛生部       | 衛生部       | 衛生部         | 衛生部       | 衛生部       | 獣医部       | 獣医部         | 法務部       | 法務部         | 法務部       | 軍楽部       |
| ------ | -------- | ------------ | ------------ | ------------ | ------------ | ------------ | ------------ | ------------ | -------------- | ------------ | ------------ | ------------ | -------------- | ------------ | -------------- | ------------ | ------------ |
| 将官   | 陸軍大将 | 陸軍大将     |              |              |              |              |              |              |                |              |              |              |                |              |                |              |              |
| 将官   | 陸軍中将 | 陸軍中将     | 陸軍技術中将 | 陸軍主計中将 | 陸軍主計中将 | 陸軍建技中将 | 陸軍軍医中将 | 陸軍薬剤中将 |                |              |              | 陸軍獣医中将 |                | 陸軍法務中将 |                |              |              |
| 将官   | 陸軍少将 | 陸軍少将     | 陸軍技術少将 | 陸軍主計少将 | 陸軍主計少将 | 陸軍建技少将 | 陸軍軍医少将 | 陸軍薬剤少将 | 陸軍歯科医少将 |              |              | 陸軍獣医少将 |                | 陸軍法務少将 |                |              |              |
| 佐官   | 陸軍大佐 | 陸軍憲兵大佐 | 陸軍技術大佐 | 陸軍主計大佐 | 陸軍主計大佐 | 陸軍建技大佐 | 陸軍軍医大佐 | 陸軍薬剤大佐 | 陸軍歯科医大佐 |              |              | 陸軍獣医大佐 |                | 陸軍法務大佐 |                |              |              |
| 佐官   | 陸軍中佐 | 陸軍憲兵中佐 | 陸軍技術中佐 | 陸軍主計中佐 | 陸軍主計中佐 | 陸軍建技中佐 | 陸軍軍医中佐 | 陸軍薬剤中佐 | 陸軍歯科医中佐 |              |              | 陸軍獣医中佐 |                | 陸軍法務中佐 |                |              |              |
| 佐官   | 陸軍少佐 | 陸軍憲兵少佐 | 陸軍技術少佐 | 陸軍主計少佐 | 陸軍主計少佐 | 陸軍建技少佐 | 陸軍軍医少佐 | 陸軍薬剤少佐 | 陸軍歯科医少佐 | 陸軍衛生少佐 | 陸軍衛生少佐 | 陸軍獣医少佐 | 陸軍獣医務少佐 | 陸軍法務少佐 | 陸軍法事務少佐 |              | 陸軍軍楽少佐 |
| 尉官   | 陸軍大尉 | 陸軍憲兵大尉 | 陸軍技術大尉 | 陸軍主計大尉 | 陸軍主計大尉 | 陸軍建技大尉 | 陸軍軍医大尉 | 陸軍薬剤大尉 | 陸軍歯科医大尉 | 陸軍衛生大尉 | 陸軍衛生大尉 | 陸軍獣医大尉 | 陸軍獣医務大尉 | 陸軍法務大尉 | 陸軍法事務大尉 |              | 陸軍軍楽大尉 |
| 尉官   | 陸軍中尉 | 陸軍憲兵中尉 | 陸軍技術中尉 | 陸軍主計中尉 | 陸軍主計中尉 | 陸軍建技中尉 | 陸軍軍医中尉 | 陸軍薬剤中尉 | 陸軍歯科医中尉 | 陸軍衛生中尉 | 陸軍衛生中尉 | 陸軍獣医中尉 | 陸軍獣医務中尉 | 陸軍法務中尉 | 陸軍法事務中尉 |              | 陸軍軍楽中尉 |
| 尉官   | 陸軍少尉 | 陸軍憲兵少尉 | 陸軍技術少尉 | 陸軍主計少尉 | 陸軍主計少尉 | 陸軍建技少尉 | 陸軍軍医少尉 | 陸軍薬剤少尉 | 陸軍歯科医少尉 | 陸軍衛生少尉 | 陸軍衛生少尉 | 陸軍獣医少尉 | 陸軍獣医務少尉 | 陸軍法務少尉 | 陸軍法事務少尉 |              | 陸軍軍楽少尉 |
| 准士官 | 陸軍准尉 | 陸軍憲兵准尉 | 陸軍技術准尉 | 陸軍主計准尉 | 陸軍経技准尉 | 陸軍建技准尉 |              |              |                | 陸軍衛生准尉 | 陸軍療工准尉 |              | 陸軍獣医務准尉 |              |                | 陸軍法務准尉 | 陸軍軍楽准尉 |
| 下士官 | 陸軍曹長 | 陸軍憲兵曹長 | 陸軍技術曹長 | 陸軍主計曹長 | 陸軍経技曹長 | 陸軍建技曹長 |              |              |                | 陸軍衛生曹長 | 陸軍療工曹長 |              | 陸軍獣医務曹長 |              |                | 陸軍法務曹長 | 陸軍軍楽曹長 |
| 下士官 | 陸軍軍曹 | 陸軍憲兵軍曹 | 陸軍技術軍曹 | 陸軍主計軍曹 | 陸軍経技軍曹 | 陸軍建技軍曹 |              |              |                | 陸軍衛生軍曹 | 陸軍療工軍曹 |              | 陸軍獣医務軍曹 |              |                | 陸軍法務軍曹 | 陸軍軍楽軍曹 |
| 下士官 | 陸軍伍長 | 陸軍憲兵伍長 | 陸軍技術伍長 | 陸軍主計伍長 | 陸軍経技伍長 | 陸軍建技伍長 |              |              |                | 陸軍衛生伍長 | 陸軍療工伍長 |              | 陸軍獣医務伍長 |              |                | 陸軍法務伍長 | 陸軍軍楽伍長 |

| 兵科部 | 兵科       | 兵科           | 技術部         | 衛生部         | 法務部         | 軍楽部         |
| ------ | ---------- | -------------- | -------------- | -------------- | -------------- | -------------- |
| 一級   | 陸軍兵長   | 陸軍憲兵兵長   | 陸軍技術兵長   | 陸軍衛生兵長   | 陸軍法務兵長   | 陸軍軍楽兵長   |
| 二級   | 陸軍上等兵 | 陸軍憲兵上等兵 | 陸軍技術上等兵 | 陸軍衛生上等兵 | 陸軍法務上等兵 | 陸軍軍楽上等兵 |
| 三級   | 陸軍一等兵 |                | 陸軍技術一等兵 | 陸軍衛生一等兵 |                |                |
| 四級   | 陸軍二等兵 |                | 陸軍技術二等兵 | 陸軍衛生二等兵 |                |                |

帝国陸軍においては戦闘職種および憲兵を兵科（へいか）、後方の支援職種を各部（かくぶ）とし、合わせて兵科部（へいかぶ）と称した。歩兵科・騎兵科・砲兵科・工兵科・航空兵科・輜重兵科の兵科区分は、1940年（昭和15年）9月13日および15日の改正により憲兵を除き廃止されまとめて「兵科」とし、また、兵科「定色」（兵科色）も廃止された。なお、これはあくまで従来の兵科区分を撤廃しただけであり、広義で戦闘職種を意味する「兵科」の呼称や職種を更に細分化した「兵種」、および各部と各部の「定色」は存続している。建軍最初期の僅かな期間を除き（西郷隆盛陸軍元帥）、日本軍において元帥は階級ではなく、元帥府に列せられた陸海軍大将に与えられる称号である（元帥陸軍大将）。帝国陸軍においては大将から少尉を将校、准尉を准士官、曹長から伍長を下士官、兵長から二等兵までを兵と称していた。将官のうちの大将は親任官、中将・少将は勅任官、佐官・尉官は奏任官、准士官・下士官は判任官でこれらは武官たる官吏となり、これらの階級に任命される際には任官と称する。兵は国民の義務たる兵役によって軍隊に入隊し与えられる階級であるため、官吏ではなく任官とも称しない。なお陸軍予科士官学校・陸軍幼年学校・陸軍少年飛行兵学校などの生徒は階級を指定されない。
なお、1932年（昭和7年）6月に改正されるまでは下士官を下士、兵を卒（「一等兵」は「一等卒」、「二等兵」は「二等卒」）と、同年2月に改正されるまでは「准尉」を「特務曹長」と称していた。また、1932年（昭和7年）2月には各部の相当官制は廃止され兵科に準ずることとなり（「各部将校相当官」は「各部将校」）、階級呼称も同様になった（「陸軍軍医総監」は「陸軍軍医中将」、「陸軍一等薬剤正」は「陸軍薬剤大佐」、「陸軍一等主計」は「陸軍主計大尉」、「陸軍上等蹄鉄工長」は「陸軍獣医務准尉」、「陸軍一等楽手」は「陸軍軍楽曹長」、「陸軍上等看護兵」は「陸軍衛生上等兵」など）。「兵長」は1940年（昭和15年）9月に新設されたものである。「准尉」は叩き上げの古参下士官が任官する階級（判任官たる将校待遇の下士官）であり、「見習士官」（階級は曹長）や士官候補生たる陸軍士官学校本科・陸軍航空士官学校・陸軍経理学校本科の生徒（階級は軍曹）とは全く異なる位置づけである。
おおむね太平洋戦争（大東亜戦争）期の部隊・隊指揮官の補職例は以下の通り。

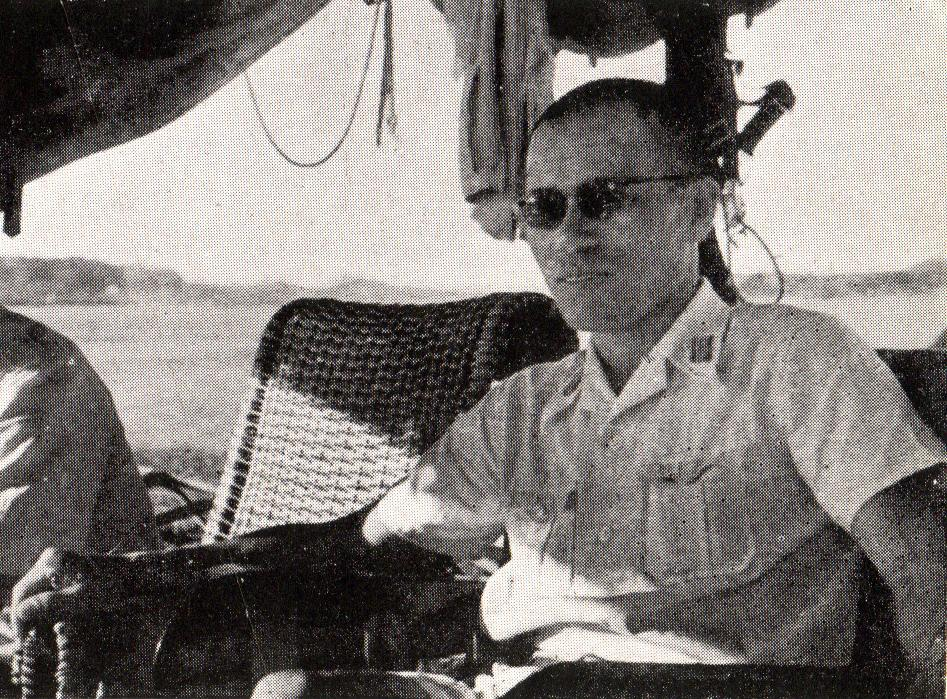
1942年(昭和17年)初期頃の
飛行第64戦隊長加藤建夫陸軍中佐

- 総軍（支那派遣軍・南方軍・関東軍）総司令官 / 総軍（第1総軍・第2総軍・航空総軍）司令官 - 元帥陸軍大将・大将
- 方面軍司令官 - 大将・中将
- 軍司令官・航空軍司令官・師団長・戦車師団長・飛行師団長・高射師団長 - 中将
- 挺進集団長・旅団長・歩兵団長 - 少将
- 飛行団長 - 少将・大佐・中佐
- 挺進団長・歩兵連隊長 - 大佐
- 砲兵連隊長・騎兵連隊長・工兵連隊長・輜重兵連隊長・戦車連隊長 - 中佐
- 飛行戦隊長・大隊長 - 中佐・少佐
- 挺進連隊長・滑空歩兵連隊長・捜索連隊長 - 少佐
- 飛行中隊長・独立飛行中隊長・中隊長 - 大尉・中尉
- 飛行小隊長・小隊長 - 中尉・少尉
- 飛行分隊長 - 曹長・軍曹
- 分隊長 - 軍曹・伍長

### 階級章

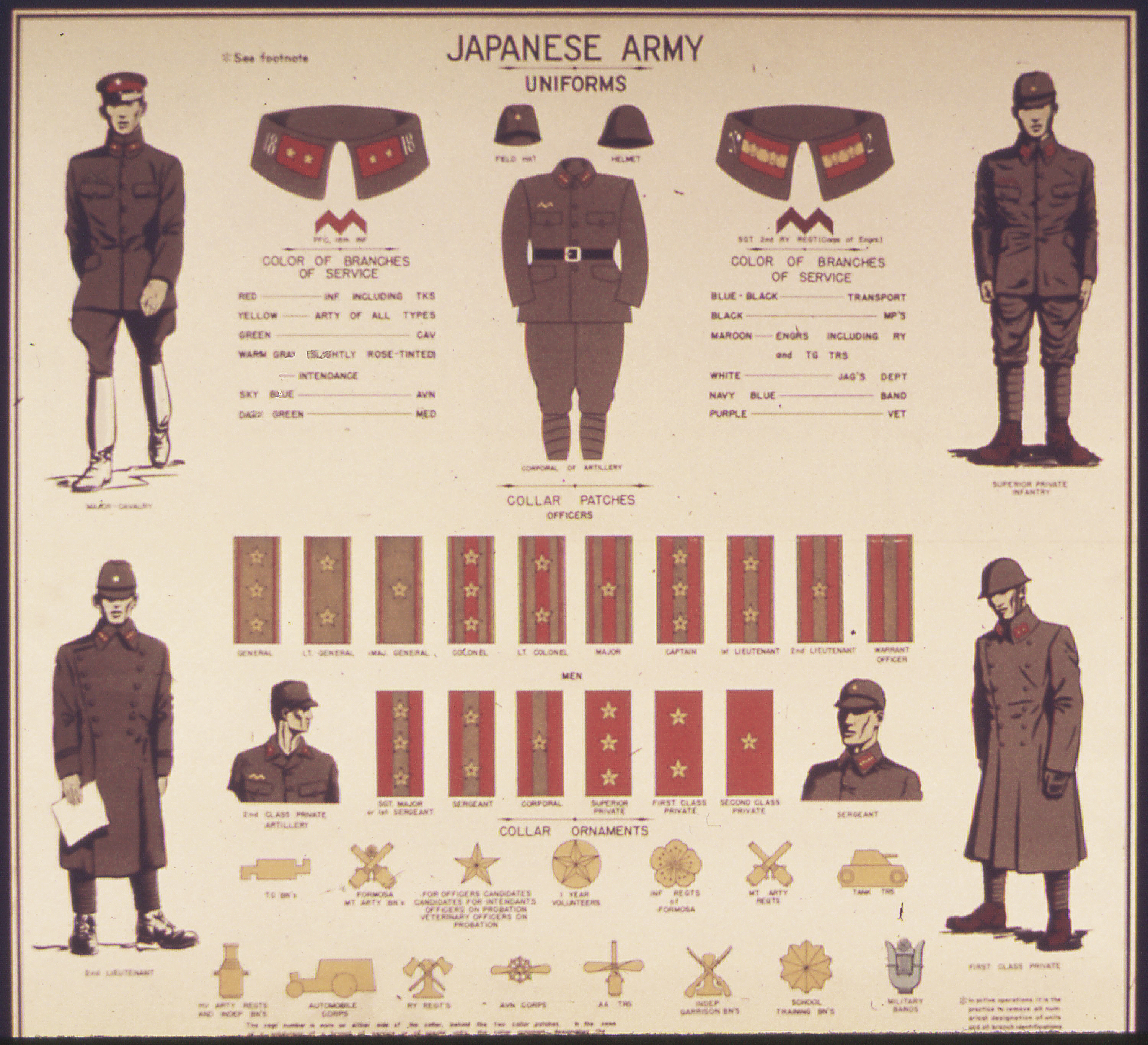
第二次大戦時にアメリカ軍が作成した帝国陸軍の軍服・階級章・徽章類（概ね昭和13年制式・九八式に準拠）のイラストマニュアル

以下は1938年（昭和13年）に改正された昭和13年制式 の階級章（襟章）。襟章の地質が緋色でなく白色になる法務部将校（法務官）を除き全兵科部共通で、御服を着用する大元帥は陸軍大将の階級章に更に菊花紋を付し、元帥陸軍大将は陸軍大将の階級章と共に元帥徽章を右腹部に付し元帥佩刀を佩用する。陸軍予科士官学校・陸軍幼年学校・陸軍少年飛行兵学校・陸軍少年戦車兵学校生徒など、階級を指定されない生徒は星章を付さない無地の階級章を佩用する（少年飛行兵では地質の色は緋色ではなく淡紺青色）。

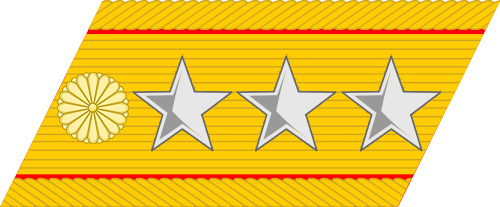
大元帥
元帥徽章（元帥陸軍大将）
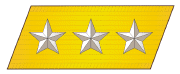
大将
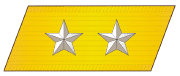
中将
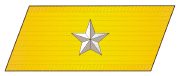
少将
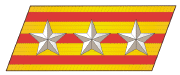
大佐
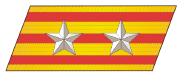
中佐
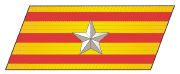
少佐
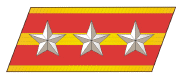
大尉
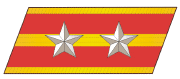
中尉
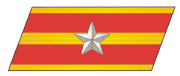
少尉
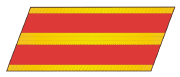
准尉
曹長
軍曹
伍長
兵長
上等兵
一等兵
二等兵

## 徴募・生活

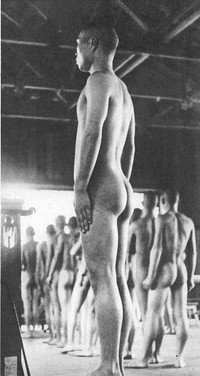
徴兵検査の模様

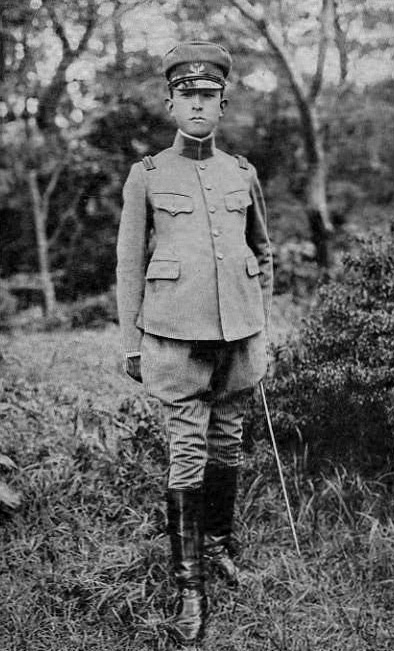
陸士36期の青年将校・閑院宮春仁王

建軍期において将校は明治維新を推進した藩出身の士族が中心となっていたが、藩閥による恣意的な登用を避け近代的な陸軍将校養成制度を確立するため、陸軍士官学校（旧称：兵学校・兵学所・兵学寮）が設立されて以降は、基本的には旧制中学校ないし陸軍幼年学校を経て陸軍士官学校（予科）へ入校し旧制高等学校と同等の普通学および基礎的な軍事教育を受けたのち、士官候補生として原隊にて隊附勤務を実施してから陸軍士官学校の本科へ進み専門的な軍事教育を受け、卒業後に見習士官を経て少尉に任官することが陸軍現役兵科将校になる途であった。なお、初期には陸軍教導団を経て下士（下士官）に任官した後に陸軍士官学校へ入校する途もあり、武藤信義のように元帥陸軍大将になった例もあった。1938年（昭和13年）には新たに航空要員たる将校の育成に特化した陸軍航空士官学校が設立された。
1917年（大正6年）に准尉候補者が、1920年（大正9年）にはこれを改正した少尉候補者制度が設けられ、准尉・曹長・軍曹といった古参の准士官や下士官のうち優秀者を選抜試験を経て、陸軍士官学校・陸軍航空士官学校に入校のうえ将校教育を受けさせ、部隊指揮権を有する指揮官たる現役将校（少尉）に任官させる制度が存在した。なお、帝国陸軍には、帝国海軍における特務士官に類似する制度として上述のように1917年（大正6年）に准尉を設けたが1920年（大正9年）に少尉候補者制度に改めており、また軍令承行令に該当する制度は存在せず、「士官候補生出身の現役兵科将校」と「少尉候補者出身の現役兵科将校」は、制度上は対等に扱われた。一例を挙げると、少尉候補者出身の現役兵科将校も陸大の受験資格を有した（「陸軍大学校#選抜」を参照）。
これら現役兵科将校に任官出来る制度の他に、1883年（明治16年）からは官立の、1889年（明治22年）からは官立私立を問わず、中等学校卒業以上の学歴を有する者は一年現役制（一年志願兵）に、その後1927年（昭和2年）以降は甲種幹部候補生に志願し、陸軍予備士官学校などで1年間程度の教育を受け予備役将校になる途もあった。多数の人員が動員され総力戦となった第二次大戦においては、これら予備役将校の数は現役将校（陸士出身者）の数を上回っていた。さらに1939年には、これら予備役将校のうち特別志願将校（昭和8年勅令第12号により充用された者をいう。甲種幹部候補生またはそれ以前の一年志願兵出身者たる予備役将校であるも、志願して軍務に就く者）で選抜者を陸軍士官学校に入校のうえ教育を受けさせ、予備役将校から現役将校に役種を変更・任官させる特別志願将校学生制度が始まっており、上述の少尉候補者制度とともに多くの部隊長・隊長や佐官を輩出している。
兵は徴兵令、後には兵役法に基づく徴兵制度により充足された。平時において志願兵や有能な者は兵役期間が過ぎても除隊（満期除隊）せず、職業軍人として下士官となる途を選ぶ者もいた。高学歴者は在学中徴兵が猶予されるため、卒業後に徴兵検査を受けることとなるが低学歴の徴集兵と較べ知識の差に加え年齢も上であることから、受け入れる側の部隊としても扱いにくく実際に入営することはあまりなかった。しかし日中戦争が長期化し戦線が拡大する1940年頃からは、兵員不足によりこういった高学歴者も実際に入営し兵役に就くようになった。中等学校卒業以上の学歴を有するものは、徴集（現役）後や召集（予備役・補充兵役）後に幹部候補生・特別幹部候補生・特別操縦見習士官などに志願し、将校や下士官になる途があり、特に学徒出陣時には多くの生徒・学生がこれらを利用した。大戦末期には幹部候補生への志願が半ば強制となったが、軍人以外の途を持つ者にとっては軍務に就く期間の長期化に繋がり、卒業後ある程度の年月を経て相応の社会的地位にある者には志願しない者も少なからずいた。

## 略史

### 創成期

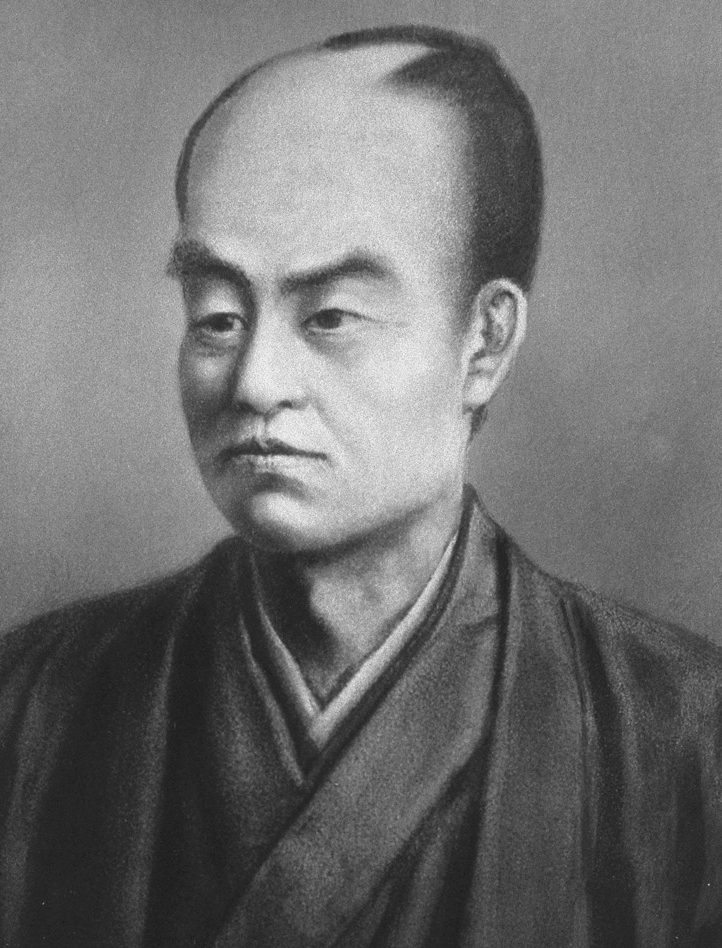
日本陸軍の父・大村益次郎

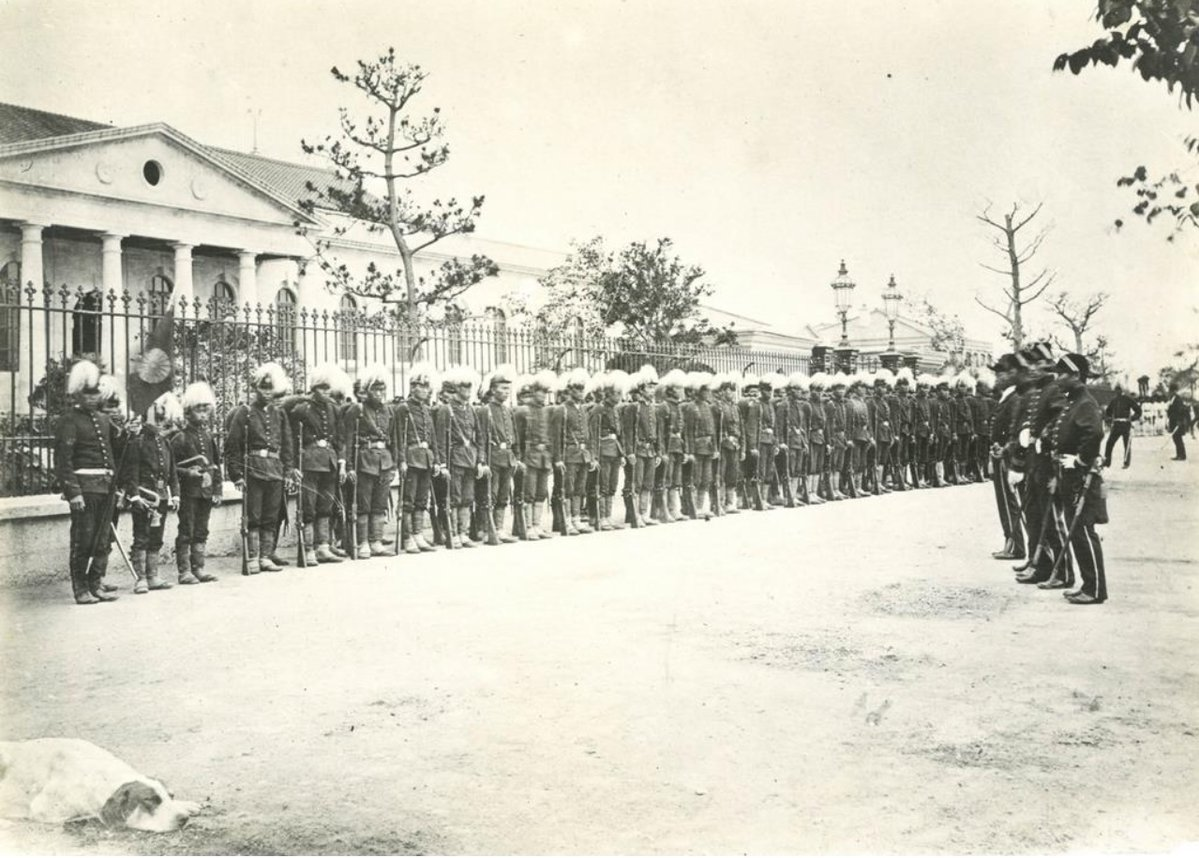
1872年（明治5年）頃の近衛兵

帝国陸軍の起源は、明治維新後の1871年（明治4年）に薩摩・長州・土佐から徴集され組織された天皇直属の御親兵である。当時、薩摩・長州は、献上できる完成度の騎兵がなかったが、板垣退助が練兵を行った土佐藩軍は、騎兵、歩兵、砲兵を兼ね備えたもので、最も練度が高く軍隊の基礎となった。明治政府は、この兵力を背景にして廃藩置県を断行。御親兵はその後、近衛と改称された。その時点では士族が将兵の中心であったが、将来は徴兵制による軍備を目標としていた。この創成期の帝国陸軍では大村益次郎が兵部省兵部大輔として主に兵制の基礎を構築し、士族による軍制から徴兵制度による国民兵制への移行を目指した。この近代的な兵制改革を提唱したことから、大村は帝国陸軍建設の中心人物と評されるようになった。この後、1872年4月5日（明治5年2月28日）の兵部省改組により、陸軍省が正式に発足したが、大村が暗殺されるとその後を山縣有朋が承継し、1874年（明治7年）1月に徴兵令を発布し同年4月に東京鎮台に初の徴兵による兵卒が入営した。

西南戦争・田原坂の戦い

しかし、近衛は徴兵制を武士を冒涜するものと不満を募らせ、征韓論による西郷隆盛の下野を機に将校兵卒が大量に辞職した。当初は専ら国内の治安維持、叛乱勢力の鎮圧（佐賀の乱、神風連の乱、西南戦争ほか）などを担った。当初、兵部省は1871年に東京・大阪の2個鎮台を置き、遅れて鎮西鎮台、東北鎮台を設置した。陸軍省と改まった後の1873年（明治6年）には全国を6個の軍管（東京・仙台・名古屋・大阪・広島・熊本）に分けて、それぞれに1個ずつの鎮台を置き反乱士族の鎮圧などに当たった。1888年（明治21年）に6個鎮台はそのまま師団に改編され、それぞれ第1師団・第2師団・第3師団・第4師団・第5師団・第6師団に改編し旧鎮台地に衛戍し、近衛は近衛師団となり禁闕守護・鳳輦供奉を主任務とすることとなった。

### 外征期
1874年の台湾出兵以降、徐々に外征軍としての機能が強化され、普仏戦争に勝利して世界的に注目を集めていたプロイセン王国陸軍のメッケル参謀少佐が1885年（明治18年）に陸軍大学校教授として招請され、その助言を受けて1886年（明治19年）に大山巌らによる改革が進められた。この時期に帝国陸軍は大きく変化し、1888年（明治21年）にフランス共和国陸軍を範にとった拠点守備を重視した鎮台制から、後方支援部隊を組み込んで機動性の高い師団を運用する積極防御を重視したプロイセン式への改組が行われた。

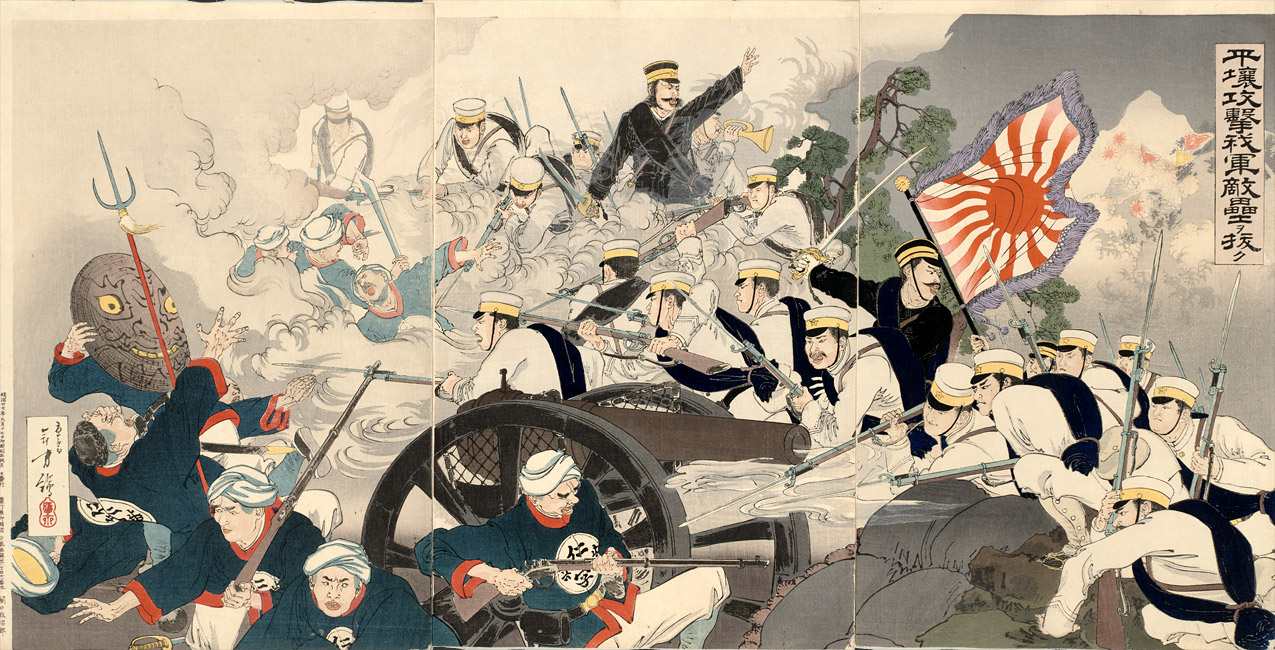
日清戦争・平壌の戦い

1894年（明治27年）の日清戦争開戦時には常設師団は7個であったが、日清戦争後の1898年（明治31年）に常設師団6個師団（第7師団・第8師団・第9師団・第10師団・第11師団・第12師団）が増設された。

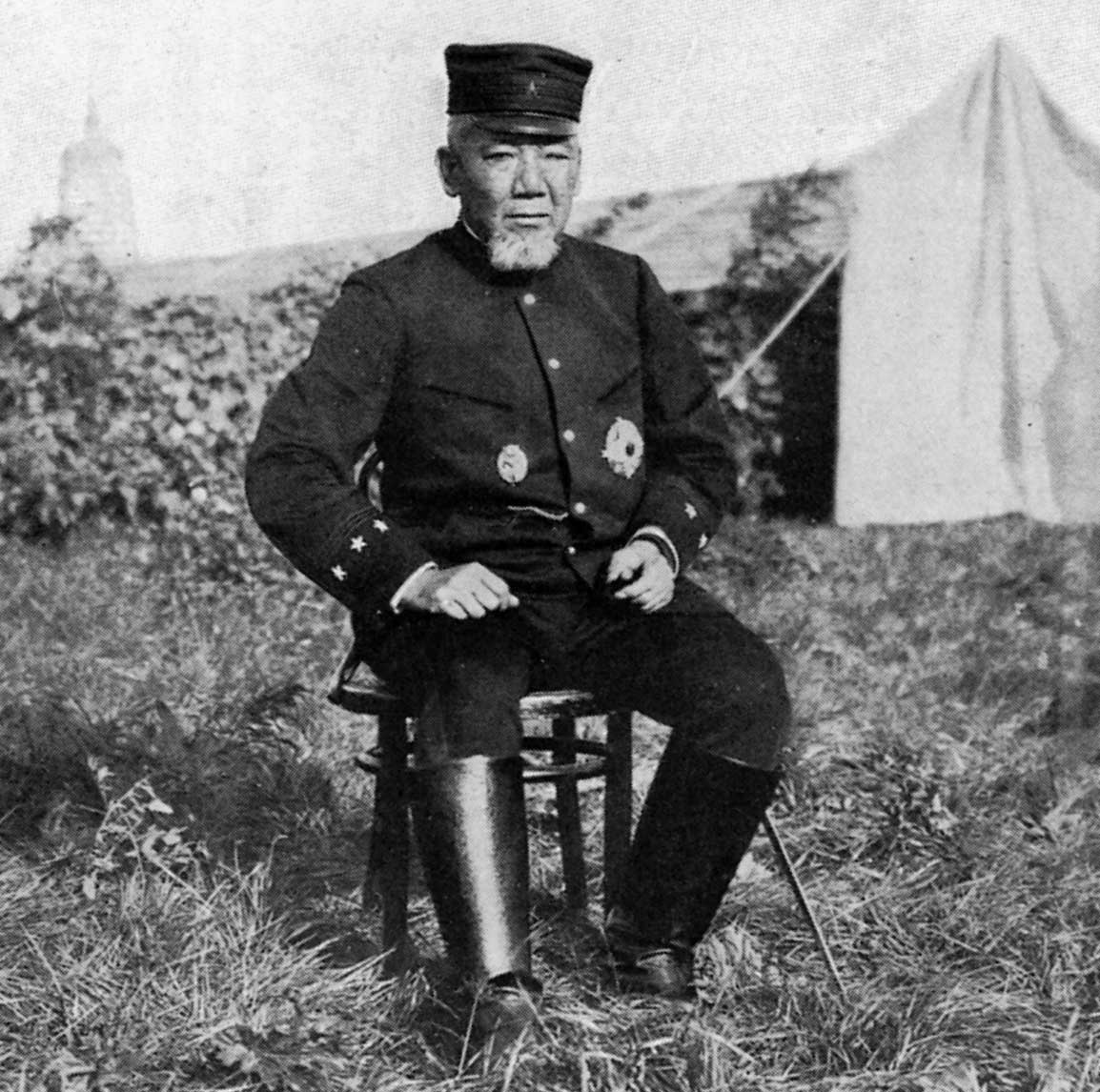
満州軍総司令官・大山巌元帥陸軍大将

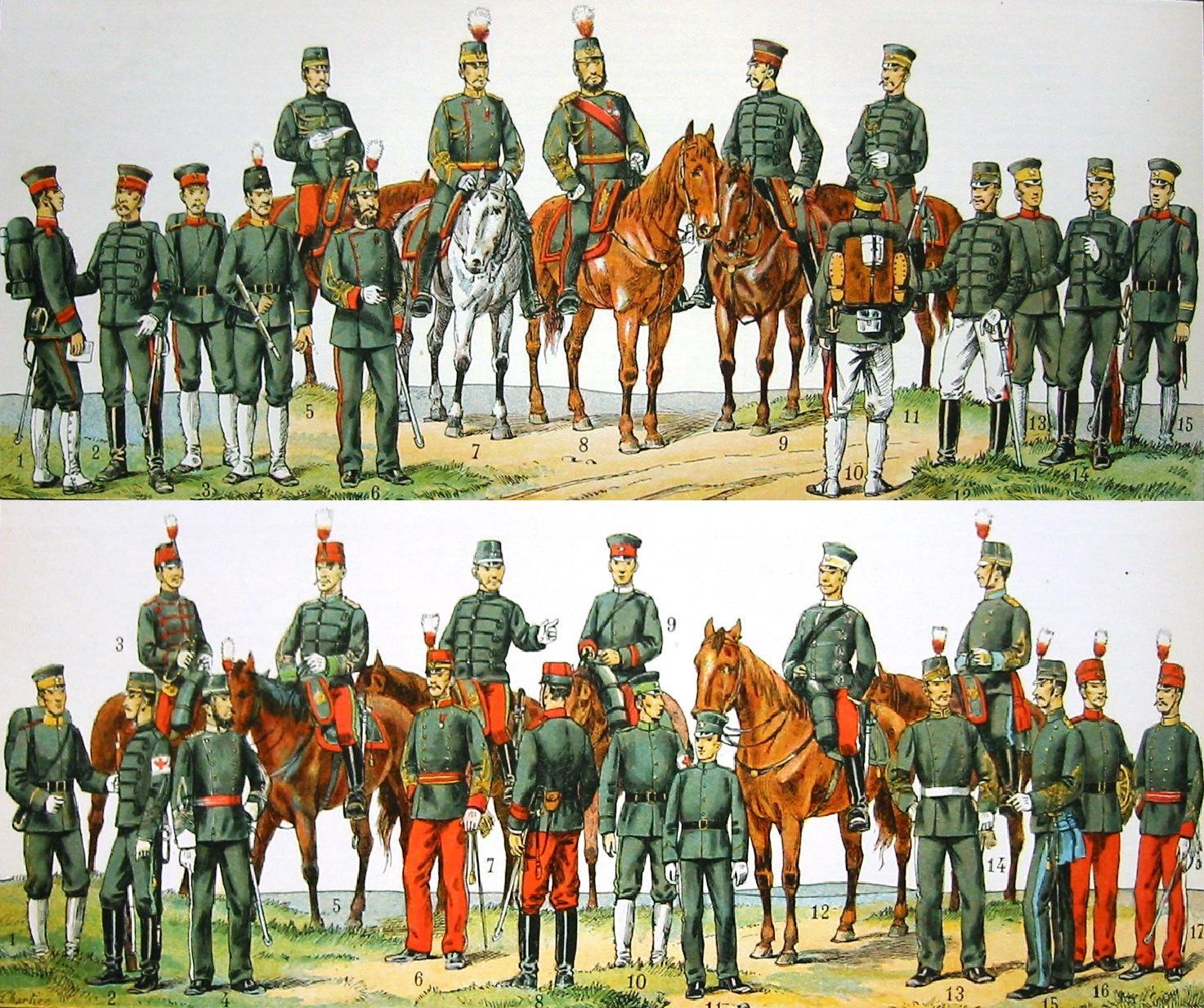
フランスの百科事典に収録された、大日本帝国陸軍将兵の軍装を描いたイラスト（1900年当時）

日清戦争勝利後に勃発したロシア帝国を相手とする日露戦争では、満州方面全陸軍部隊を掌握する現地総司令部として、開戦から3ヵ月後の1904年（明治37年）6月に総軍たる満州軍が編成され、総司令官には大山巌元帥陸軍大将が、総参謀長には児玉源太郎大将が就いた。

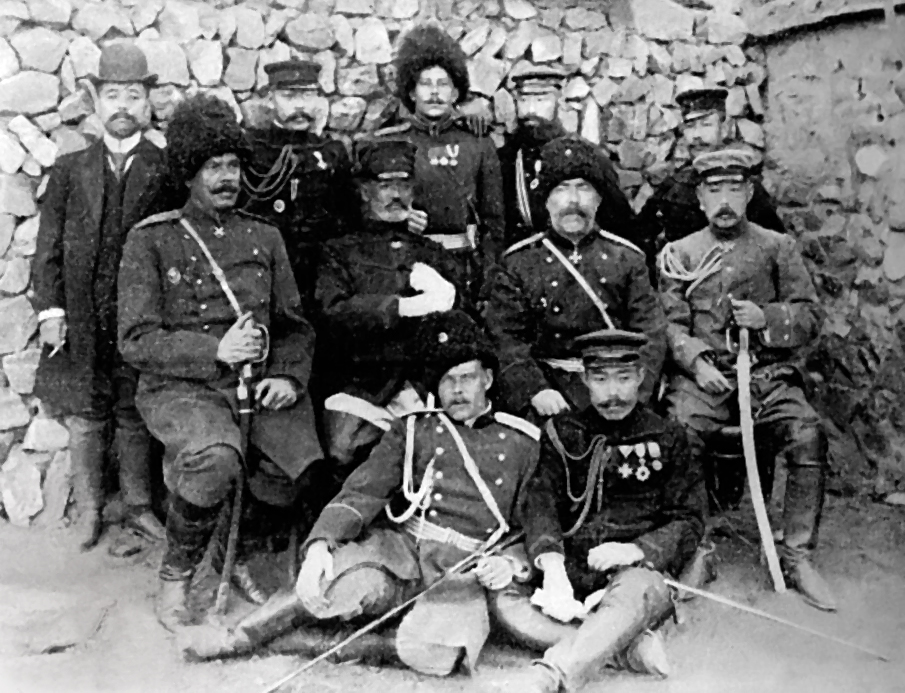
旅順攻囲戦後の「水師営の会見」における第3軍司令官乃木希典大将と、旅順要塞司令官アナトーリイ・ステッセリ中将

日露の大軍が戦火を交えた鴨緑江会戦・旅順攻囲戦・遼陽会戦・沙河会戦・黒溝台会戦などの会戦において、帝国陸軍は多大な出血を負うも各地でロシア帝国軍を撃破する。旅順港閉塞作戦に失敗し黄海海戦において旅順艦隊の艦艇を取り逃がした海軍は、旅順要塞攻撃中の帝国陸軍に対し二〇三高地の攻略・同地からの旅順艦隊への砲撃を要請。激戦の末、1904年12月5日に同高地を占領し二十八糎砲（二十八糎榴弾砲）をもって旅順艦隊を攻撃・完破、のちの日本海海戦における海軍の完勝に多大な貢献を行ったことになる。1905年（明治38年）3月5日から10日にかけて国運を賭して行われた奉天会戦における勝利を記念して、のちに陸軍記念日（3月10日）が制定された。

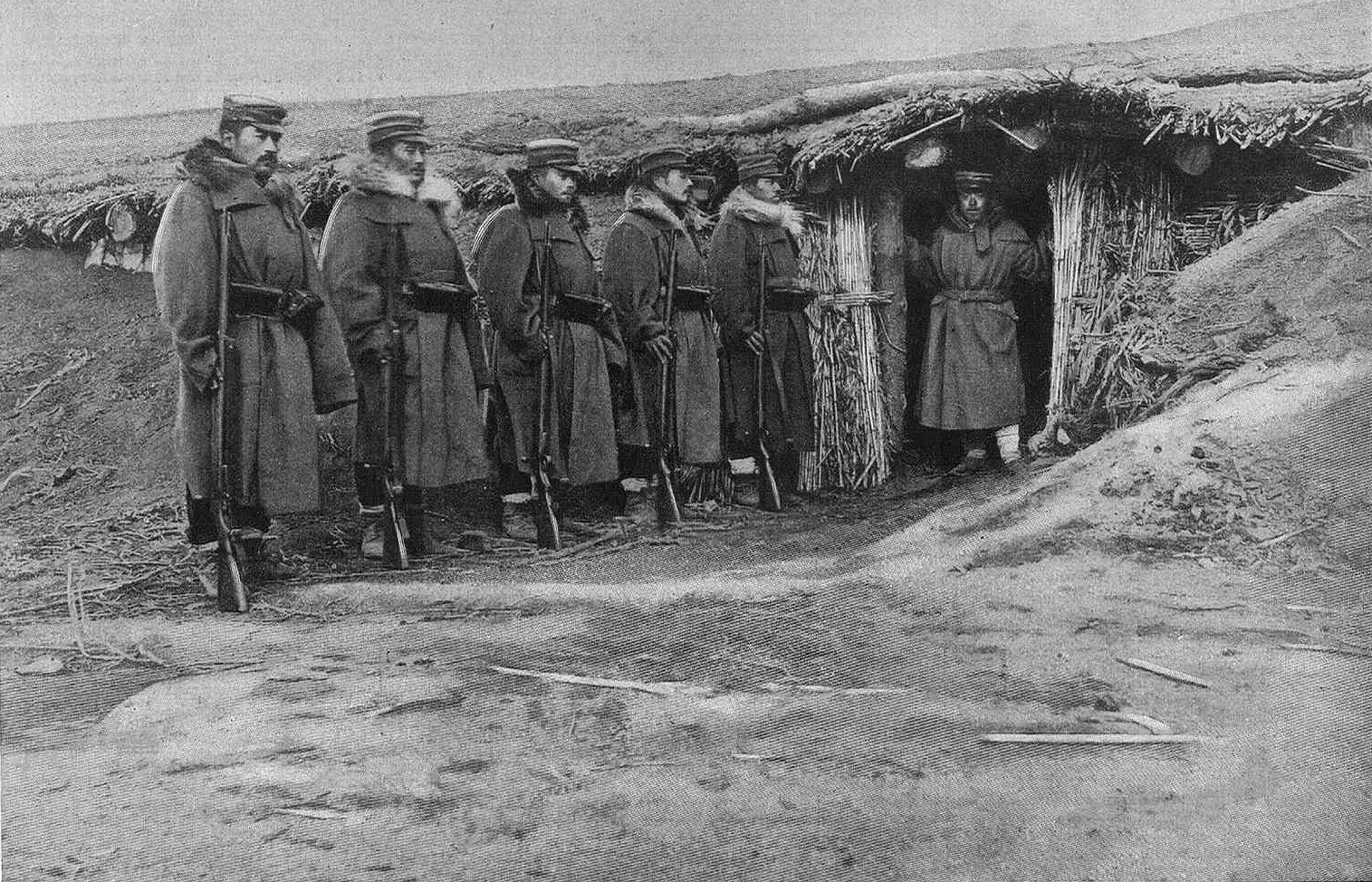
日本人兵士。日露戦争（1905年）

日露戦争においては全ての師団が戦地に派遣され内地に残留する師団がなくなってしまうため、戦中の1905年4月に4個師団（第13師団ほか）が新編された。日韓併合後は、旧大韓帝国軍人を朝鮮軍人として編入した。また、朝鮮半島防衛のため2個師団を交代で朝鮮に派遣していたが、辛亥革命後の中華民国の混乱から警備強化の必要性が高まり上原勇作陸軍大臣は2個師団の増設を西園寺公望首相に求め、その混乱から第2次西園寺内閣は結果的に倒れることとなる。その後、陸軍省の要求が通り1915年（大正4年）に朝鮮半島に衛戍する2個師団（南部に第19・北部に第20師団）が編成されることに決まった。

### 第一次世界大戦期

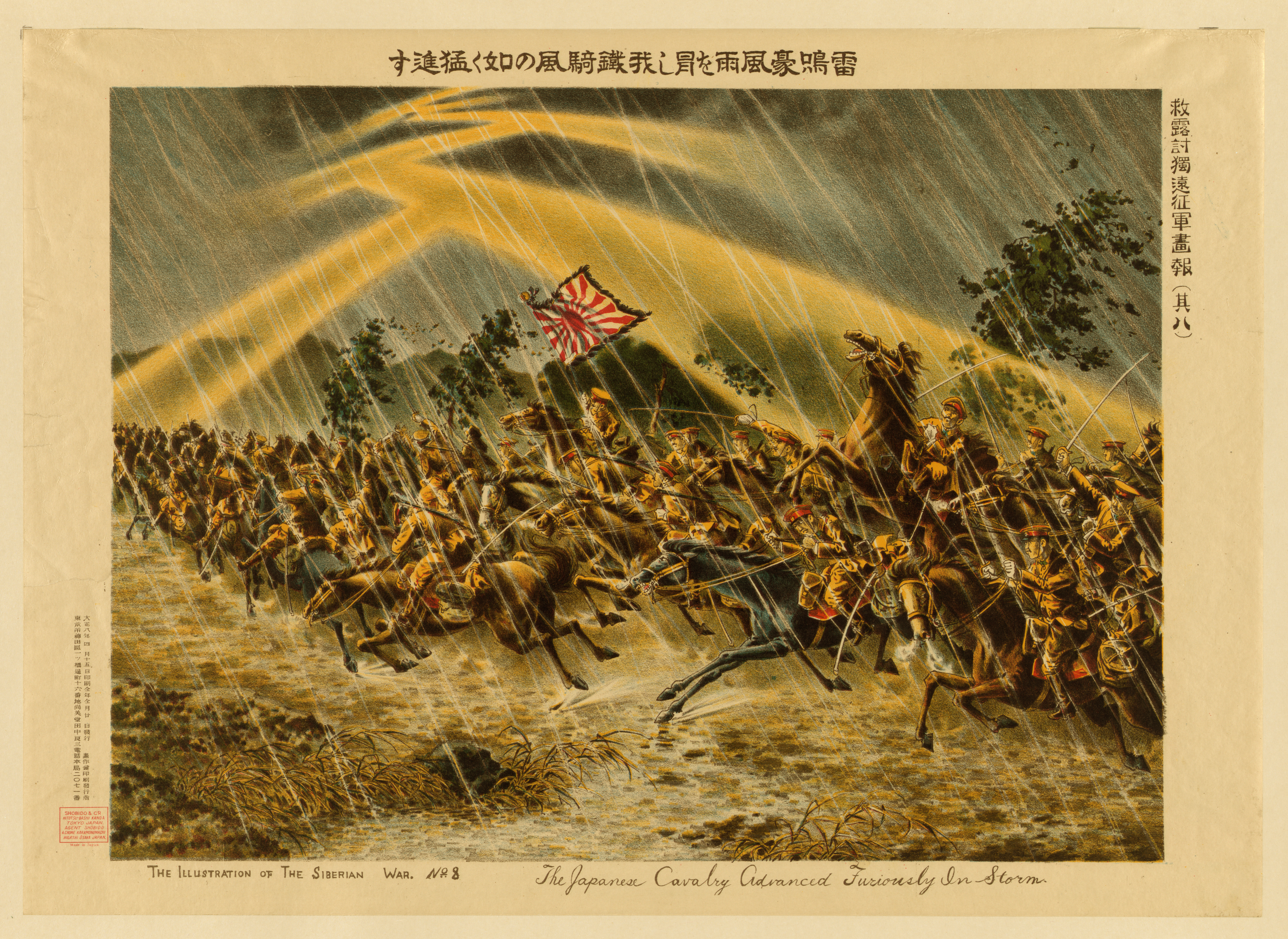
シベリア出兵における帝国陸軍騎兵連隊

大正期の第一次世界大戦には日英同盟に基づき連合国として参戦、1914年（大正3年）には敵対する中央同盟国のドイツ帝国が租借していた中国の青島を、海軍やイギリス軍とともに攻略（日独戦争・青島の戦い）、結果戦勝国となる。帝国陸軍は多数の将校を観戦武官として第一次大戦の主戦場であるヨーロッパに派遣、仔細に調査し、それまで範を取っていたドイツ軍の敗因と塹壕戦に代表される総力戦の研究を進めた結果、資源に乏しく基礎工業力も貧弱な国力のもと短期に敵主力を殲滅するための手段として、歩兵の浸透戦術による塹壕線突破と戦車・航空機の支援運用を重視した戦略・戦術ならびに装備を整えることになる。
また、第一次大戦終戦間際の1918年（大正7年）より、前年のロシア革命によって内戦に突入したロシア・ソビエト連邦社会主義共和国に対する干渉戦争として、日本は連合国と共に兵力を派兵（シベリア出兵）連合国の中で日本は最大の兵力を投入し、1922年（大正11年）に至るまでボリシェヴィキの労農赤軍やパルチザンと戦闘を行う。

### 軍縮期
1922年以降、世界的な軍縮の流れに従って山梨半造および宇垣一成陸軍大臣の下で3次にわたる軍縮（山梨軍縮・宇垣軍縮）が行われ、4個師団（第13師団・第15師団・第17師団・第18師団）や多数の陸軍地方幼年学校などが廃止、平時編制の3分の1（将兵約10万人）が削減された。
1925年（大正14年）の宇垣軍縮においては、余裕の出来た予算により同時に帝国陸軍の近代化を目指し、航空兵科の独立・陸軍自動車学校と陸軍通信学校および陸軍飛行学校2校の新設・1個戦車連隊と高射砲連隊および2個飛行連隊の新編成などが行われ、平時定員を減らしつつ有事における動員兵員数を確保するため、学校教練制度を創設して中学校等以上の学校に陸軍現役将校を配属（学校配属将校）することとした。

### 昭和初期
昭和期には統帥権の独立を掲げ、政府の統制を逸脱して独断専行の行動が顕著になる。また、二・二六事件以降の軍部大臣現役武官制を盾に倒閣を繰り返すなど政局混乱の原因をつくり、第二次世界大戦に至る無謀な戦争へと突き進んだとの批判を受けることが多い。共産主義への警戒感からソビエト連邦を最大の仮想敵国としてとらえ主に中国大陸における作戦計画を立案し、アメリカ合衆国を仮想敵国とした海軍としばしば衝突した。

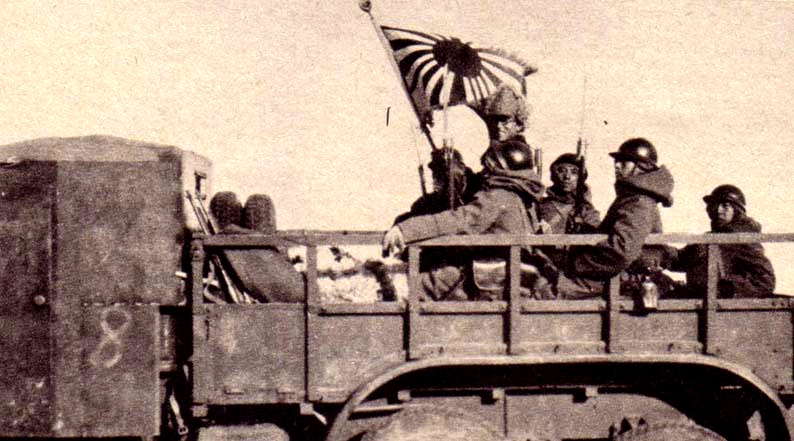
満州事変

更に、総力戦に必要な資源確保を目指して満洲事変・盧溝橋事件を経て中国大陸へ大量に派兵し、近代化が進んでいない地方の軍閥を各地で撃破し、振武学校卒で帝国陸軍へ留学・勤務経験のある蔣介石率いる国民政府に服従を迫ったが、蔣介石は共産勢力と妥協して徹底抗戦を表明したため、昭和天皇の下命に従って蔣介石の勢力の最大拠点である上海での決戦を図った（第二次上海事変）。
これに抗した蔣介石はナチス・ドイツの支援を受けて直系の精鋭部隊である国府中央軍をもって帝国陸軍派遣部隊の殲滅を図ったが、帝国陸軍は松井石根大将指揮のもとこれを撃破。この後、中央（大本営・参謀本部）の命令を無視した現地部隊の独走が黙認され国民政府の首都である南京を陥落させた（南京攻略戦）。陸軍中央と国民政府との日中和平工作であるトラウトマン工作は、逆に海軍（米内光政海軍大臣）と政府（第1次近衛内閣）の妨害により頓挫し、停戦を逃す結果となった。これ以降、中国戦線は拡大し持久戦の泥沼に嵌まり込む。

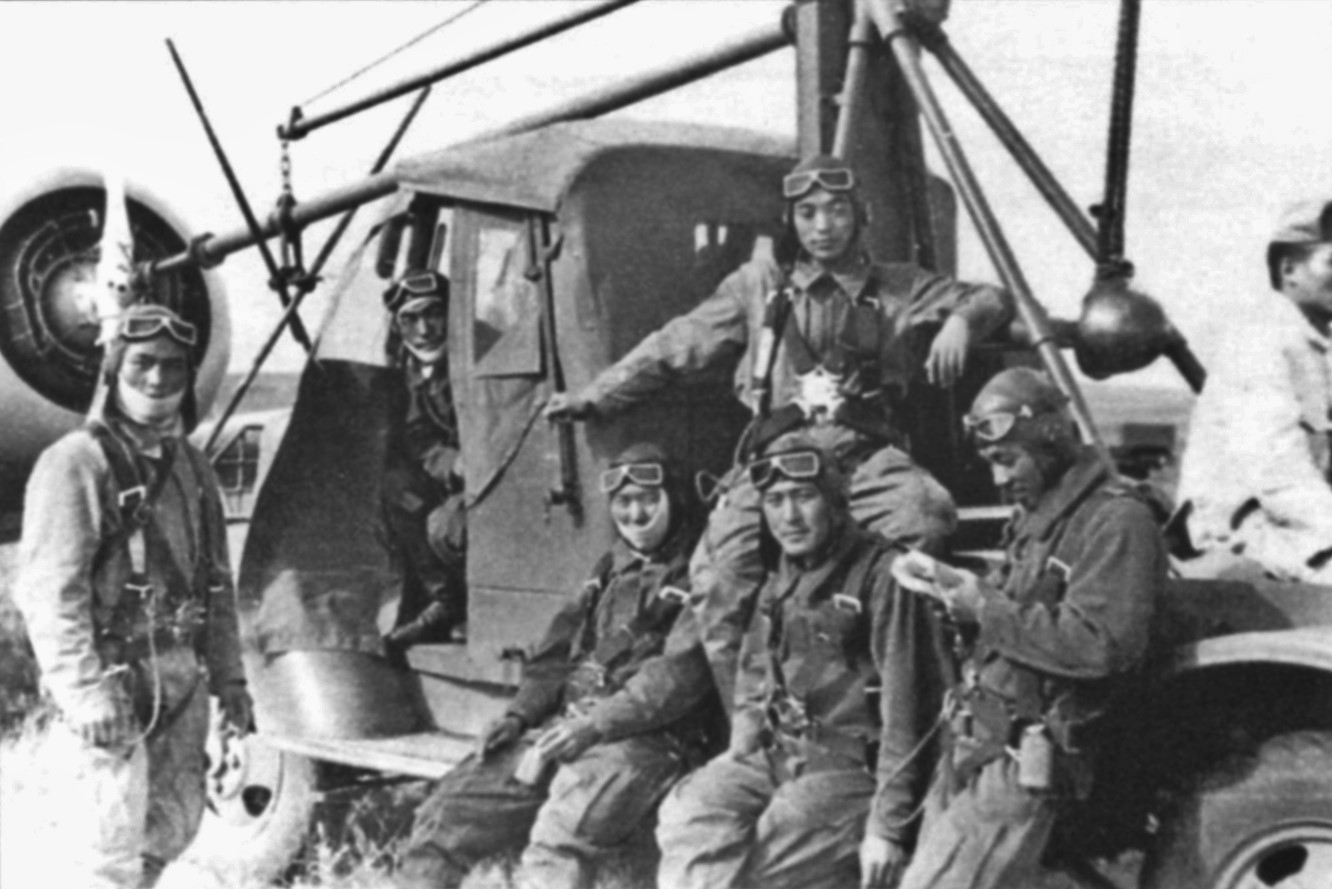
ノモンハン事件における飛行第24戦隊の九七戦と戦闘機操縦者（空中勤務者）達

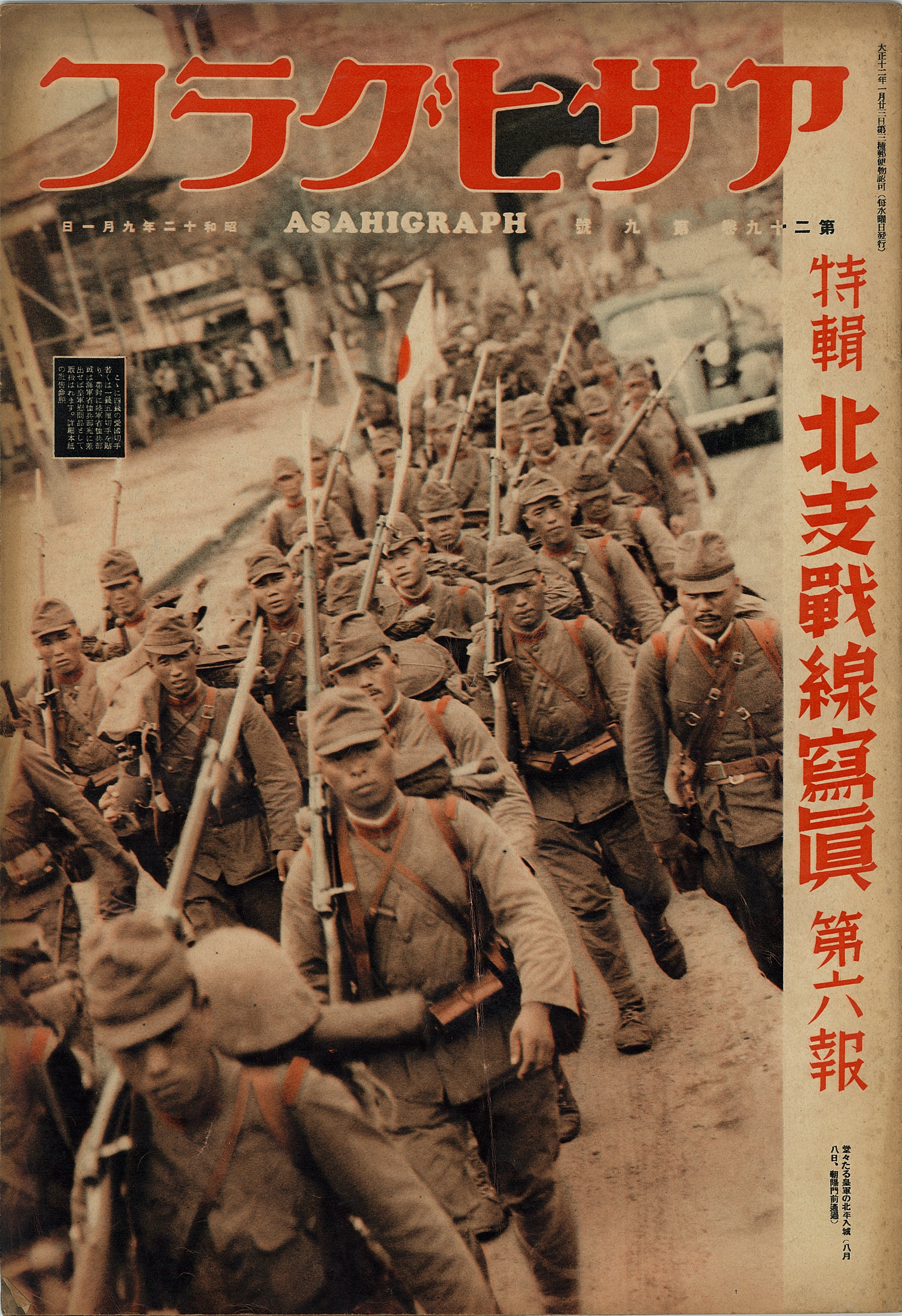
アサヒグラフ昭和12年9月1日表紙。皇軍の北京入城（朝陽門前）1937年9月1日

北満においては1930年代中頃より、満州国（日本）とソビエト連邦およびモンゴル人民共和国との間で、国境画定問題により小規模ながら国境紛争が起きており、1938年（昭和13年）7月には大規模な張鼓峰事件に繋がった。張鼓峰事件自体は第19師団がソ連軍の攻撃を撃退し国境線を死守・確保、結果は現状維持の日ソ両軍の痛み分けに終わった。1939年（昭和14年）9月に勃発したノモンハン事件は前年の張鼓峰事件を遥に凌ぐ大紛争となったが、強力な兵力を擁するソ連軍の前に南部地域を除いてソ連側主張の国境線まで押し出され停戦となった。
この時期のアメリカをはじめとする列強諸国では自動車産業が飛躍的な発展を遂げ、各国軍の機械化水準は日本を追い越して行き、ノモンハン事件の頃には後発で大粛清により軍の機能が低下していたソ連に追い越されていた事実が明らかとなっていた。第二次大戦でドイツ軍が展開した電撃戦の影響で各国の機械化は更に進み、アメリカとの関係悪化と満洲事変以来の国際的孤立状況下にあった日本は、技術的な遅れの挽回も、資源の確保も困難な状況に置かれ、従来のアメリカやイギリスとの協調からナチス・ドイツやイタリア王国との同盟へ活路を求めて傾斜した（日独防共協定、日独伊三国軍事同盟）。

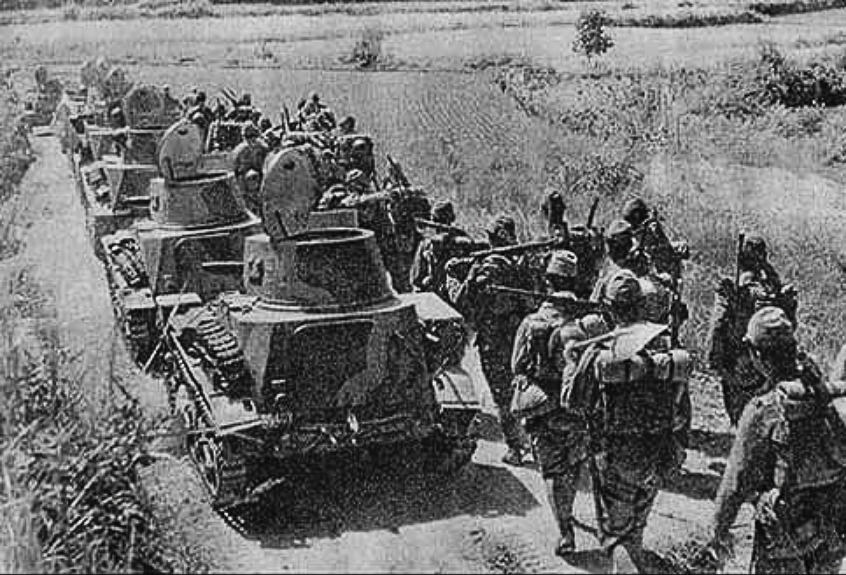
日中戦争・武漢作戦における九四式軽装甲車

1939年9月には関東州（満州）を除く、中国方面陸軍部隊を掌握する総軍たる支那派遣軍が編成されたが、中国への過剰な派兵は徒に国力を消耗させ、中国大陸を巡る利害衝突からアメリカとの関係を悪化させたのみならず、駐留部隊の糧秣確保を優先して無思慮な徴発を繰り返したために華北の占領地経営を失敗させ、中国共産党の勢力拡大を許し、資源・技術の多くを依存していたアメリカによる経済制裁・禁輸措置を招く原因となった。これら日中戦争（支那事変）の長期化、戦線の拡大に伴い師団の増設が相次ぎ、1937年（昭和12年）からは留守師団を元に百番台の特設師団が設けられた（第101師団など）また、1940年8月から8個常設師団が満洲国に衛戍することとなり、戦線の規模が拡大したため、軍の上に方面軍が設けられるに至った。

### 第二次世界大戦期

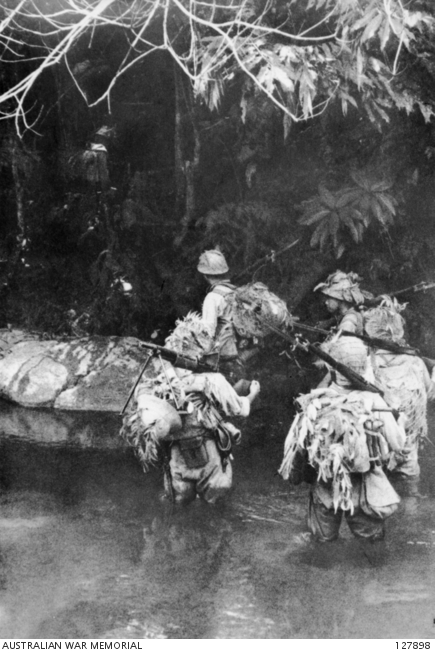
マレー作戦・ジョホールバル攻略戦

1941年（昭和16年）11月、南方方面陸軍部隊を掌握する総軍たる南方軍が編成され、12月8日に日本軍は南方作戦のもと陸軍はマレー半島に上陸（マレー作戦）、海軍はハワイを奇襲（真珠湾攻撃）、アメリカ・イギリスに宣戦布告し日本は第二次世界大戦（太平洋戦争/大東亜戦争）に参戦した。

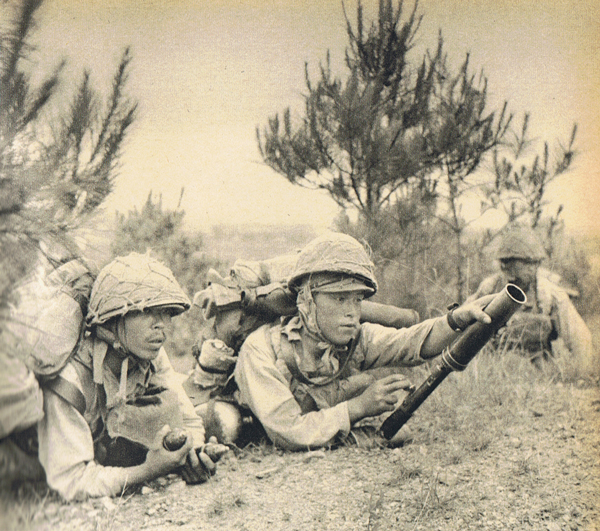
浙贛作戦で国府軍と交戦する第13軍の兵士。於浙江省金華市湯渓、昭和17年5月30日。

山下奉文中将の下、航空部隊とともに機甲部隊・自動車化歩兵が投入され電撃戦を行ったマレー作戦では、戦車第6連隊の島田豊作少佐率いる九七式中戦車・九五式軽戦車の夜襲を筆頭に快進撃を続け、シンガポールの戦いや香港の戦いでイギリス軍を撃破。太平洋戦争における日本の最重要攻略目標であった、パレンバン大油田地帯を有するオランダ領インドネシア（オランダ領東インド）では、今村均中将の下蘭印作戦が行われオランダ王国軍を各個撃破し、「空の神兵」と謳われる最精鋭空挺部隊・第1挺進団による落下傘降下および、新鋭機・一式戦「隼」をもって各地の航空撃滅戦で活躍した加藤建夫中佐率いる「加藤隼戦闘隊」こと飛行第64戦隊や、飛行第59戦隊の働きによりパレンバン油田と製油所を占領、原油資源地帯の確保という太平洋戦争の開戦意義を帝国陸軍は達成する（パレンバン空挺作戦）。ビルマの戦いでもアメリカ軍、イギリス軍、英印軍、中華民国国民政府軍を撃破し、1942年（昭和17年）5月にはビルマ全土を制圧。フィリピン攻略戦ではダグラス・マッカーサー指揮のアメリカ極東陸軍の抵抗に遭うが、香港の戦いでも活躍した軍砲兵たる第1砲兵隊の重火砲の大火力もあり、コレヒドール要塞攻略戦を経て勝利する。

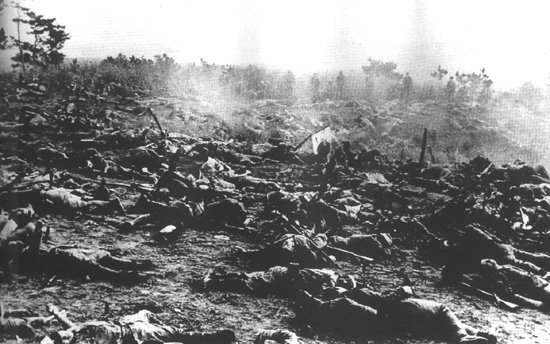
ガダルカナル島の戦いにおける第2師団の戦死者（1942年10月25日）

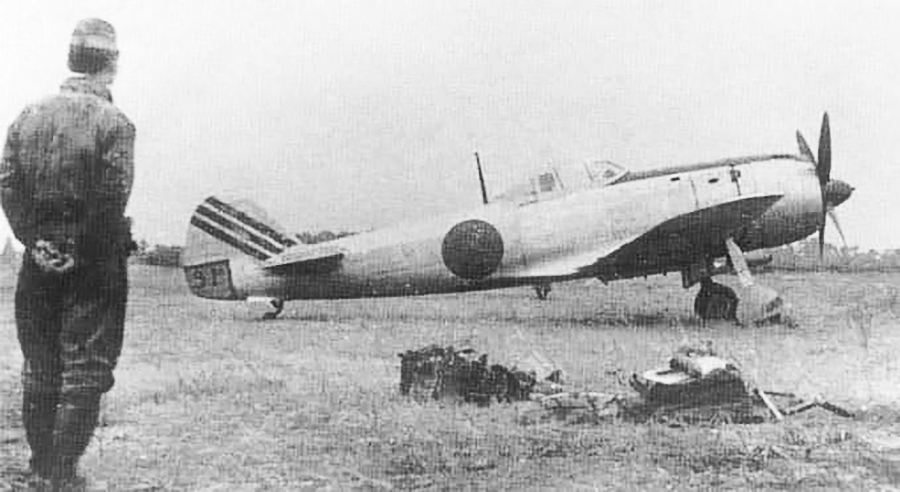
フィリピン防衛戦に進出直前の飛行第73戦隊の四式戦「疾風」

これらイギリス・オランダ・アメリカの植民地制圧に成功し、資源地帯の確保という最大の戦略目標は達成するが、海軍の真珠湾先制攻撃によりアメリカを参戦させる結果を招き、1943年（昭和18年）の中盤以降から徐々に太平洋上島嶼の制海・制空権を失って日本本土は慢性的な資源と食料の不足に悩まされた。やがて連合軍が地上でも反攻を開始すると、貧弱な補給も途絶えた地上部隊の壊滅・玉砕が各地で続いた（ガダルカナル島の戦い、アッツ島の戦い、サイパンの戦い、グアムの戦い）。ビルマの戦い、ニューギニアの戦い、ブーゲンビル島の戦いなどはのちの終戦に至るまで泥沼の持久戦と化しており、フィリピン防衛戦は「比島決戦」と称し陸海軍の大兵力が投入され、海軍に続き特別攻撃隊も投入されたが大敗北を喫した。
上述の通り、資源に乏しく基礎工業力も貧弱で周辺に後ろ盾となる強力な同盟国も居ない日本では、兵器・物資の生産力やその補給能力も比例して弱く、そのため戦闘による戦死者以上の餓死者・戦傷死者・戦病死者を出す結果となった。同時に占領地からの食料徴発が同地の飢餓を招き、当初は日本を欧米植民地支配からの解放者と歓迎した現地民達の反発を呼んで、各地で連合軍に協力する地下組織が生まれた。
その他、アメリカとの戦争に対する姿勢も適切とは言えなかった。例えば、陸軍の兵器弾薬資材は対ソ連戦向けに整備されていたものであったが、主戦場である南方の熱帯の気候に合うか、島嶼戦に適合するか否かの運用の見直しや改修などの準備を放棄した状態で戦争に突入したが、その後もアメリカとの戦争を軽視し、ソ連との戦争に固執する姿勢は、1943年(昭和18年)の半ばまで改められず、アメリカを主敵に変更したのは同年の9月以降である。また、対米戦を準拠とした戦闘教令を出したのはさらに遅く、1943年（昭和18年）の11月であり、それまでは島嶼の防御戦は考えられておらず、攻勢を重視していた日本陸軍にとっては手探りの状態であった（ニューギニアやガダルカナルでの戦闘を海軍への協力と認識しており、アメリカの反攻作戦も重大に考えていなかった。）。
一方、ペリリュー島の戦い、硫黄島の戦い、沖縄の戦いでは各最高指揮官（中川州男中将、栗林忠道大将、牛島満大将）や幕僚らの卓越なる指揮と現地守備部隊の勇戦により善戦、連合軍に多大な損害を与え、硫黄島では日本側を上回る損害を米軍に与え、沖縄の戦いでは沖縄方面連合軍最高指揮官サイモン・B・バックナー・ジュニア中将が、野戦重砲兵第1連隊の九六式十五糎榴弾砲の砲撃により戦死した（これはアメリカ軍において2017年時点で史上もっとも高い階級で戦死した軍人となる）。

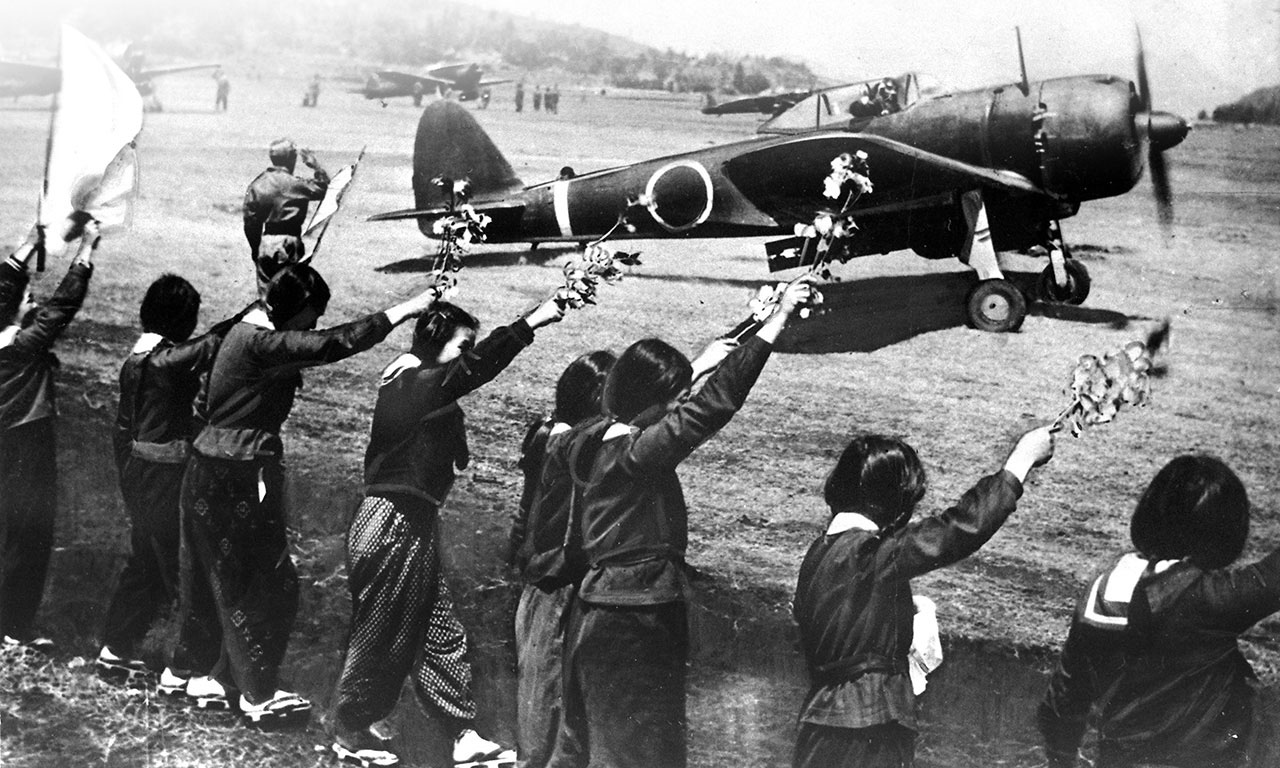
1945年4月、知覧から出撃する第20振武隊（特攻隊）の一式戦「隼」

1945年（昭和20年）初頭から日本本土は大規模な空襲に曝され、国民生活は破壊され継戦能力は急速に失われた。徴兵・応召対象者の年齢も老若にわたって拡大され（根こそぎ動員）、本土決戦に備え急造の師団が大量に増設された（沿岸配備師団、機動打撃師団）。また、工業インフラストラクチャーの多くを破壊されて、新兵器の開発もままならず粗悪な省力型兵器の製造が進められたほか、海軍とともに各種の特攻兵器が開発され、特別攻撃隊も多数編成され投入された。さらに本土決戦に備え銃後の戦意高揚も兼ねての、竹槍など原始的な兵器を婦人や児童など民間人に使用させた軍事教練が行われた。4月には決号作戦のために第1総軍・第2総軍・航空総軍が編成され、山岳地帯での持久戦を目指して長野県松代に大本営と皇居を移す準備が進められた。
敗戦による国体（天皇制）の消滅を恐れた日本政府は、中立国経由での和平交渉を開始するが、そのうちの一つであったソ連はアメリカとの政治的取引を優先して8月8日深夜に突如、日ソ中立条約の破棄を宣言し「日本がポツダム宣言を拒否したため連合国の参戦要請を受けた」として宣戦を布告。9日午前零時を以って戦闘を開始し、満洲帝国や南樺太へ侵攻した（樺太の戦い）。
かつて帝国陸軍最強と謳われた関東軍は、度重なる兵力の南方抽出で弱体化しており、多数の在留邦人の保護を放棄してまでソ連軍の侵攻遅延を図ったが、対ドイツ戦で洗練されたソ連軍の機甲戦力・航空戦力・機械化歩兵に粉砕される一方、根本博中将の駐蒙軍が防衛する蒙疆・華北方面では、ソ連軍を撃退しつつ在留邦人とともに撤退に成功。また、樋口季一郎中将の第5方面軍隷下第91師団が防衛する占守島では、戦車第11連隊や九六式十五糎加農を中心とする守備隊の活躍により敢闘（占守島の戦い）。第15国境守備隊が守備するソ満国境の関東軍要塞、虎頭要塞では日本軍最大級の火砲である帝国陸軍の秘密兵器・試製四十一糎榴弾砲を筆頭に各種重加農・重榴弾砲が応戦、10倍以上の戦力で攻勢をかけたソ連軍を相手に8月26日に陥落するまで2週間以上にわたり防衛戦を行い、これは第二次世界大戦最後の激戦地となった（虎頭要塞の戦い）。戦後、ソ連軍の捕虜となった多数の将兵は、長期に渡ってシベリアやモンゴルの収容所に抑留され、極地での労働に酷使されて多数が死亡した。
敗戦時には作戦用航空機のみでも数千機が残存していたが、南方油田からの運送が困難になり燃料の枯渇が進むと同時に兵器の粗製乱造もたたり、空中勤務者と地上勤務者においても熟練者の数も減り、これらの航空機ならびに一式中戦車・三式中戦車・二式砲戦車・三式砲戦車などといった新鋭戦車などは本土決戦のために温存された。帝国陸軍内部では終戦を模索しつつも継戦の意思を見せていたが、ソ連の侵攻とアメリカが使用した原子爆弾の破壊力を前に降伏を決定した。一部の陸軍将校はこれに反発してクーデターを試みる宮城事件を起こしたが、田中静壱大将や阿南惟幾大将の反対や鎮圧により失敗した。

### 大日本帝国陸軍の解体

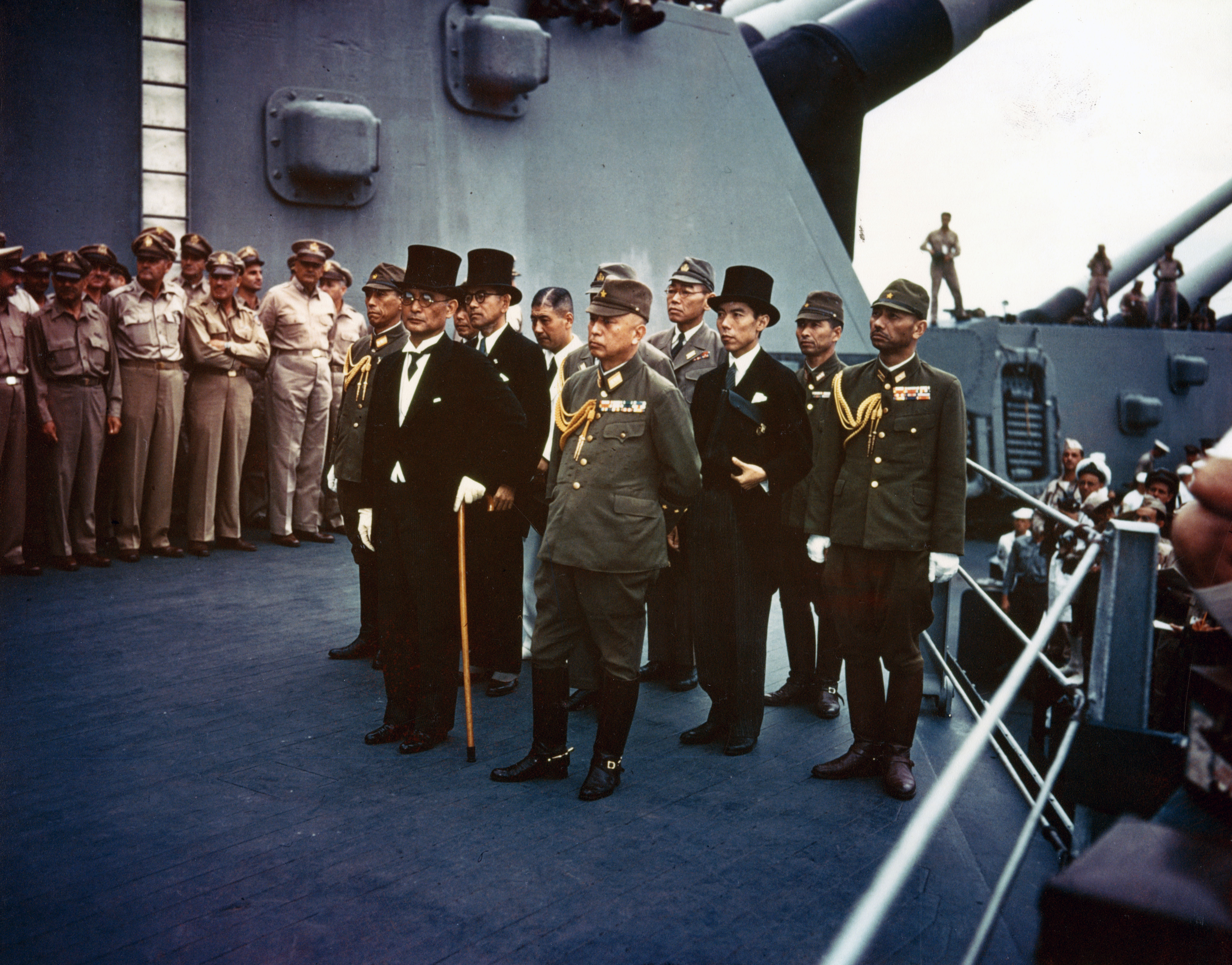
1945年9月2日、降伏文書調印式における外務大臣重光葵・参謀総長梅津美治郎大将以下日本側全権団。調印式に大本営全権随員として出席した陸軍大佐杉田一次（最後列右端）は、のちに陸上自衛隊第4代陸上幕僚長に就任する

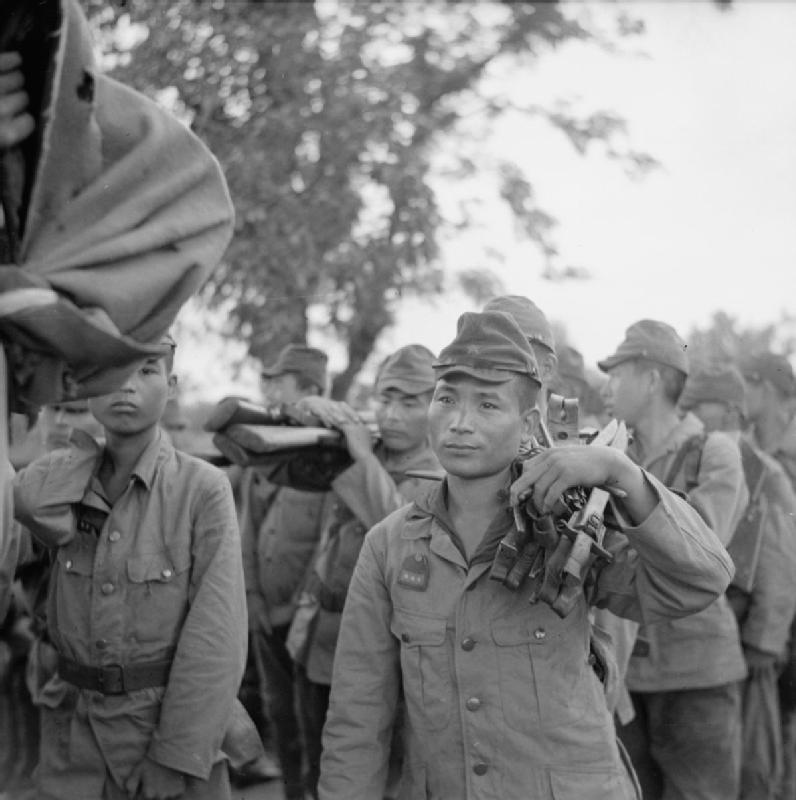
降伏し武装解除を受ける日本軍兵士。ビルマ国、1945年9月

ポツダム宣言受諾後、戦闘行動を停止した各地の陸軍部隊はそれぞれその地区を管轄する連合国軍に降伏し、その管理下で復員業務に従事することとなった。しかし、戦後しばらくの間は連絡が取れぬままの各地に点在していた部隊がなおも抵抗を続け、連合軍による残党狩りが行われていた。また、ベトナム独立戦争・インドネシア独立戦争・国共内戦などの独立運動や内戦に協力・参加した軍人も多数にわたる（残留日本兵）。
陸軍省も第一復員省、復員庁に改組され、その後陸海軍の残務処理は厚生省、のちに厚生労働省が担当することとなった。なお、参謀本部陸地測量部は内務省地理調査所を経て国土地理院として、また陸軍病院については軍医とともに国立病院（現：国立病院機構）へと移管され、国営医療機関として現在まで続いている。陸軍省軍務局は、復員部隊の所在・名称・人員などを熟知していたことから、第一復員省総務局と改称して復員業務を担当したほか、参謀本部作戦課は、第一復員省史実部（後に史実調査部）として温存された。史実部では、戦史作成を準備しつつ、対ソ戦を軸とした戦略研究を行っていた。
敗戦直後から日本政府と旧軍上層部は、第一次世界大戦後に、ドイツのハンス・フォン・ゼークト将軍が行ったドイツ国防軍の再建方式を参考にして、密かに再軍備の核を残そうとしていた。1935年（昭和10年）、ドイツはアドルフ・ヒトラーによる再軍備宣言から数年で一流の装備と士気を兼ね備えた国防軍を再建したが、その秘密は許容された治安部隊を少数精鋭の選抜者で固めて、全員に幹部教育を施し、将来の拡張に備える巧妙な手法にあった。ゼークトの知恵に倣って陸軍は、宮城（皇居）の守護を任務とする近衛師団を将来の再軍備の拠点にすることを策した。日本政府は近衛師団を温存するために、約4,000人の禁衛府と皇宮衛士総隊を設置して、陸軍のエリートを存続させる計画を決定したほか、1945年（昭和20年）8月29日の終戦処理会議は、「政府の終戦処理を安寧裏に整々迅速に遂行するために必要なる警備力の確保」を名目に、約25万5,000人の警察力（当時の3倍）と22万7,000人の武装憲兵部隊を残置して、陸軍大臣の指揮監督下に置くことを内定した。警察力の約3分の1と、武装憲兵部隊は、機関銃以下の小火器で武装させて機動力を持たせるとされ、その規模は平時の陸軍兵力を遥かに上回る規模が計画されていた。この構想は修正され、10月初めには通常の警察官を18万6,000人余人と、内乱鎮圧、災害対策用の武装警察隊2～6万人を設置する計画に縮小されたが、これらの計画は連合国軍最高司令官総司令部 (GHQ) の反対により実現できなかった。
GHQの中でも、G2のチャールズ・ウィロビー少将は、これらの日本政府の計画に好意的であったが、有末精三中将から「せめて禁衛府だけでも残して欲しい」と懇願された際には、「俺ははっきり言うけれども、こればかりはどうにもならん」と気の毒そうに断言している。1946年（昭和21年）3月、GHQより禁衛府と皇宮衛士総隊の解散を命じる指令が出されたことにより、帝国陸軍は幕を閉じたが、この際に百数十人の衛士が、「無給で良いから皇居を守護させて欲しい」として、血判状を提出したが、これは却下されている。

### 陸上自衛隊・航空自衛隊との関係
しかしながら、1950年（昭和25年）8月に創設された警察予備隊には多くの下士官兵（敗戦時士官候補生や陸軍予科士官学校生徒であった者を含む）が入隊し、さらに翌1951年（昭和26年）6月には陸士・陸航士第58期卒で敗戦時に陸軍少尉であった元現役陸軍将校中245名が第1期幹部候補生として採用、同年10月1日には陸軍中佐以下の佐官級元現役陸軍将校まで募集が拡大され405名の元佐官と、12月5日には407名の元尉官が合流。保安隊への改編を前にした1952年（昭和27年）7月には、陸軍省や参謀本部の中枢において日中戦争（支那事変）や太平洋戦争（大東亜戦争）の指導的立場にあった杉山茂（陸士第36期。のち第2代陸上幕僚長）・杉田一次元陸軍大佐（陸士第37期。のち第3代陸上幕僚長）などの元陸軍大佐10名が入隊、同時にさらに元陸軍中佐など多数の元現役陸軍将校が合流し、これら旧陸軍出身者が保安隊および保安隊の後身である陸上自衛隊と航空自衛隊の中核となり、旧陸軍や旧陸軍航空部隊の影響を陸空自衛隊に残すこととなった。
例として歴代の陸上幕僚長・航空幕僚長・統合幕僚会議議長といった自衛隊要職の大半は旧陸軍出身者が占めることとなり、旧陸海軍双方の出身者多数が入隊した空自では航空幕僚長就任者は旧陸軍出身11名に対し旧海軍出身5名と旧陸軍出身者が過半数を占めている。自衛隊最後の旧陸海軍出身者は、敗戦時に士官候補生たる陸軍兵長であり陸軍航空士官学校第60期修業の森繁弘（1950年9月警察予備隊入隊）であり、森は第17代航空幕僚長として空自のトップに、さらに第16代統合幕僚会議議長として陸海空自衛隊のトップとなっている。
航空自衛隊では、陸軍・主戦派であった服部卓四郎元大佐に近い旧陸軍将校であっても航空総隊司令官や航空方面隊司令官、航空幕僚副長、航空幕僚監部防衛部長などの要職に就いたが、陸上自衛隊では服部元大佐に近い旧陸軍将校は冷遇され、井本熊男元大佐は統合幕僚会議事務局長や陸上自衛隊幹部学校長など、恵まれない処遇でキャリアを終えている。一方、松谷誠元大佐を中心とする陸軍・早期講和派や、杉田一次元大佐などの情報部系の三国同盟疑問派は陸上自衛隊の総監クラス以上の重要な地位に就いた。
また、旧陸軍からは今村均元大将、下村定元大将、安田武雄元中将、沼田多稼蔵元中将、菅晴次元中将、服部卓四郎元大佐、西浦進元大佐が防衛庁顧問に就任している。

#### 陸上自衛隊・航空自衛隊に入隊した主な旧陸軍中枢の軍人
- 陸軍・主戦派[26]
  - 杉山　茂 陸軍大佐、陸士36期、庶務課員、第18軍高級参謀、陸上幕僚長・陸上幕僚長たる陸将[注釈 11]
  - 井本熊男 陸軍大佐、陸士37期首席、作戦課員（南方担当）、第2総軍参謀、陸上自衛隊幹部学校長・陸将[注釈 12]
  - 松前未曾雄 陸軍大佐、陸士38期、作戦課員（航空班）、陸軍大臣秘書官（阿南）、航空総隊司令官・空将
  - 高山信武 陸軍大佐、陸士39期首席、作戦課員（中国担当）、陸軍省軍務局軍事課高級課員、陸上幕僚副長・陸将
  - 佐藤徳太郎 陸軍中佐、陸士41期首席（皇族を除く）、作戦課員（南方担当）、教育総監部課員、第6管区副総監、防衛大学校教授・陸将補
  - 加藤昌平 陸軍中佐、陸士41期、作戦課員（中国担当）、第2総軍参謀、第13師団長（陸自）・陸将[注釈 13]
  - 水町勝城 陸軍中佐、陸士41期、作戦課員（航空班）、第6航空軍作戦主任参謀、北部航空方面隊司令官・空将[注釈 12]
  - 竹下正彦 陸軍中佐、陸士42期、軍務課（内政班長）、陸軍省軍務局軍務課内政班長、陸上自衛隊幹部学校長・陸将[注釈 14][注釈 15]
  - 浦　　茂 陸軍中佐、陸士44期、作戦課員（航空班）、陸軍省軍務局軍事課員、航空幕僚長、航空幕僚長たる空将[注釈 15]
  - 国武輝人 陸軍中佐、陸士44期、作戦課員（南方担当）、陸軍省軍務局課員、第7師団長（陸自）・陸将
  - 原　四郎 陸軍中佐、陸士44期首席、戦争指導班員、参謀本部作戦課員、航空幕僚監部調査課長、防衛庁戦史編纂官・空将補[注釈 15][27]
  - 田中兼五郎 陸軍中佐、陸士45期、作戦課員（南方担当）、第18軍参謀、東部方面総監・陸将[注釈 12]
  - 高木作之 陸軍中佐、陸士45期、作戦課員（航空班）、第1航空軍参謀、航空幕僚監部防衛部長・空将
  - 田中耕二 陸軍中佐、陸士45期、作戦課員（航空班）、参謀本部作戦課員、中部航空方面隊司令官・空将[注釈 12]
  - 山口二三 陸軍少佐、陸士49期、作戦課員（航空班）、南方軍参謀、航空幕僚監部防衛部長・空将[注釈 12]
- 陸軍・早期講和派[26]
  - 松谷　誠 陸軍大佐、陸士35期、戦争指導課長、陸軍大臣秘書官（阿南）、北部方面総監・陸将
  - 野尻徳雄 陸軍中佐、陸士41期、戦争指導課員、支那派遣軍参謀、東部方面総監・陸将
  - 塚本政登士 陸軍中佐、陸士42期、戦争指導課員、第71師団参謀、北部方面総監・陸将
  - 橋本正勝 陸軍中佐、陸士45期、戦争指導班員、第2総軍参謀、北部方面総監・陸将
- 陸軍・早期講和派の協力者・反主流派[26]
  - 杉田一次 陸軍大佐、陸士37期、情報部課長（英米）、内閣総理大臣秘書官（東久邇宮）、陸上幕僚長・陸上幕僚長たる陸将

#### 防衛庁顧問に就任した旧陸軍の軍人
- 今村　均 陸軍大将、陸士19期、第8方面軍司令官[24]
- 下村　定 陸軍大将、陸士20期、陸軍大臣[24]
- 安田武雄 陸軍中将、陸士21期、第1航空軍司令官[24]
- 沼田多稼蔵 陸軍中将、陸士24期、南方軍総参謀長[24]
- 菅　晴次 陸軍中将、陸士25期、陸軍兵器行政本部長[24]
- 服部卓四郎 陸軍大佐、陸士34期、参謀本部作戦課長、歩兵第65連隊長[25]
- 西浦　進 陸軍大佐、陸士34期、陸軍省軍務局軍事課長、支那派遣軍参謀[25]

## 軍閥
1878年（明治11年）8月、精鋭である筈の近衛砲兵が反乱を起こすという竹橋事件が起こり、軍と政府に衝撃を与えた。また、自由民権運動の影響を帝国陸軍が受けることを防ぐために、軍人勅諭が出された。ここでは「忠節・礼儀・武勇・信義・質素」の徳目を掲げるとともに、その中で政治不干渉を求めていた。しかしながら、陸軍将校のうち官衙、とりわけ中央勤務の者は官僚機構の側面も有しており、古くは薩摩藩・長州藩等出身者とその他の藩又は幕府出身者との対立、近代的将校教育制度と一夕会支配確立後は、兵科間・陸大出身者と非出身者間・派閥間（皇道派と統制派）同士の対立など、無数の内部的な抗争を生みやすい状況であった。また、昭和期には関東軍など外地に所在する現地部隊が、中央（参謀本部）の統制を充分に受けずに行動するなどの問題点も抱えていた。1945年11月28日、最後の陸軍大臣下村定大将は敗戦後の第89回帝国議会において、斎藤隆夫代議士からの質問に対して、帝国陸軍を代表して以下のごとく問題点を総括している。
これが、帝国陸軍解体直前の陸軍大臣による総括であった。このように、陸軍指導者が軍人としての正しい振舞い方を誤り、また、軍人勅諭でも禁止されていた政治関与を行ったことを国民に対して明確に謝罪するとともに、全ての軍人が誤ったわけではなく、純忠なる軍人もいたことを否定しないように請願して演説を終えた。
なお、直後に同席していた米内光政海軍大臣にも答弁が求められたが、米内は斎藤の質問には海軍大臣に答弁を求めることが議事録にないことを理由に拒否し場内の憤激を買った。